# Gastronomía mediterránea
La alimentación mediterránea son los ingredientes, preparaciones, técnicas y demás tradición culinaria que se practica en el área mediterránea. A pesar de la enorme diversidad de particularidades regionales, esta región tiene también muchas características comunes, determinadas por el clima mediterráneo, la agricultura y los lazos históricos y comerciales.
La base de la alimentación mediterránea lo constituyen los cereales, las legumbres, las frutas y las verduras, por lo que se considera esencialmente vegetariana (aunque no exclusivamente). La principal fuente de proteína son las leguminosas, mientras que el aceite de oliva es la principal fuente de grasas. También lo son los productos lácteos, en especial quesos y yogures, pero estos son alimentos secundarios al igual que el pescado y las carnes blancas, principales fuentes de proteína animal. El consumo de carnes rojas y de repostería es bastante limitado y se reserva a fechas señaladas. El aceite de oliva, el pan de trigo y el vino de uva son considerados como los tres alimentos más representativos de esta cocina, en lo que se denomina «la tríada mediterránea».
A lo largo de la historia, han sido muchos los alimentos que se han importado y aclimatado en el Mediterráneo, siendo la lista de vegetales verdaderamente autóctonos muy limitada. Por ello es considerada una cocina con gran capacidad de mestizaje. De Asia llegaron gran parte de los alimentos: trigo, lentejas, ajos, cebolla, arroz, berenjena, todas las frutas cítricas, manzana, pera, ciruela, sandía, melocotón, melón, etcétera, a los cuales se agregaron el tomate, el pimiento, la calabaza y la papa o patata entre otros, aportados por América tras el encuentro entre dos mundos.

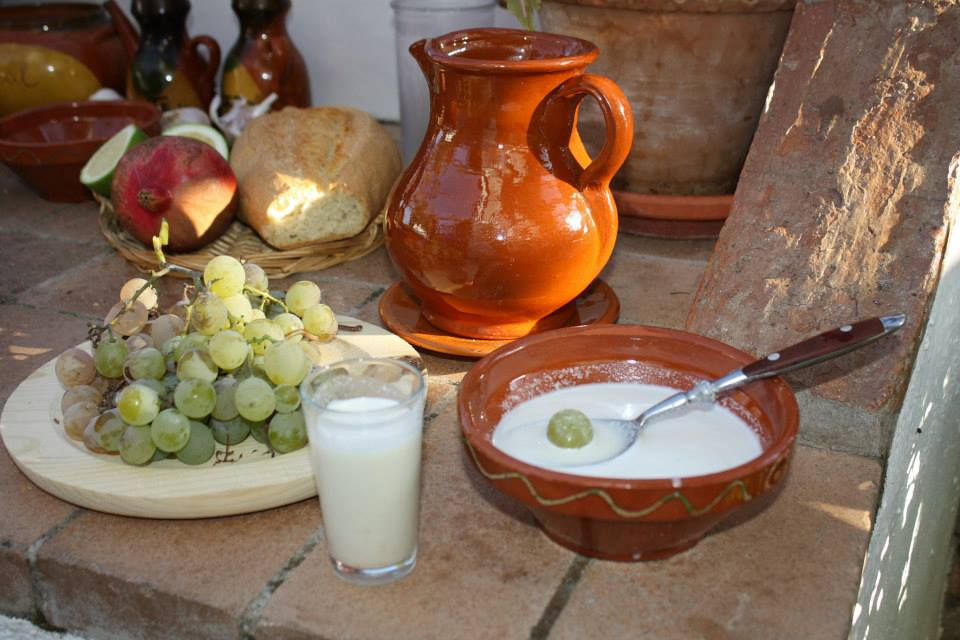
Aperitivo en Andalucía.

Si bien la alimentación mediterránea es muy diversa y variada, un aspecto habitual fundamental y determinante han sido los periodos de escasez y hambrunas, muy comunes en el Mediterráneo a lo largo de su historia. La mediterránea ha sido una cocina moldeada por la pobreza; ello la ha convertido en la actualidad en adalid de la dieta ligera y saludable. La dieta mediterránea comenzó a popularizarse a partir de la segunda mitad del siglo xx, con las primeras investigaciones en el campo de la nutrición, destacando el Estudio de los Siete Países del Dr. Ancel Keys.
En la actualidad, algunas fuentes diferencian la gastronomía o cocina mediterránea de la dieta mediterránea, pues el primero se refiere a una tradición culinaria y el segundo a un modelo dietético ideal, inspirado en el primero pero bajo criterios enfocados en la salud. De manera que la dieta mediterránea es un régimen almenticio que puede ser adoptado por cualquier persona del mundo, pero la cocina o gastronomía mediterránea es practicada nativamente sólo en el Mediterráneo. Aun así, los términos se pueden usar indistintamente y, de hecho, cuando en 2010 se inscribió esta cocina en la Lista Representativa del Patrimonio Cultural Inmaterial de la Humanidad de la UNESCO, se hizo bajo el nombre de «dieta mediterránea».

## Contexto geográfico
Como toda cocina tradicional, la mediterránea no se puede analizar sin tener en cuenta el contexto en el que intervienen factores como la geografía, agricultura, comercio, cultura, Estado o religión. El mar Mediterráneo baña 46 mil kilómetros de costa y separa tres continentes. Su forma alargada y horizontal le confiere una relativa unidad climática al área. Consecuentemente, se percibe cierta homogeneidad en los paisajes y formas de vida. El clima mediterráneo permite cultivar frutas y verduras todo el año, por lo que la disponibilidad de vegetales es diaria.  La agricultura mediterránea está condicionada principalmente por tres factores:
Relieve. Lourdes March lo define como «mar encerrado en casi todo su perímetro por montañas». A diferencia de la cuenca atlántica, la mediterránea presenta una orografía accidentada, compleja y fragmentada, que alterna constantemente sierras con pequeños deltas y llanuras. El Mediterráneo es la convergencia de varias placas tectónicas en movimiento que son de una edad geológica relativamente joven, de manera que no solo abundan las cordilleras litorales, sino también las penínsulas, bahías e islas. Consecuentemente, a lo largo de la historia las comunicaciones marítimas han resultado ser más efectivas que las terrestres, reforzando además la identidad local.
Suelo. Por lo general, las tierras mediterráneas han sido poco generosas con el jornalero. El suelo es en general un suelo pobre y de composición mineral. Por ejemplo, en Grecia, la mayoría de los suelos son pedregosos, delgados y muy secos.[cita requerida] Asimismo, en el modelo de explotación agrícola mediterráneo, los diferentes suelos tienen diferentes usos. Los deltas y valles fluviales son capaces de suplir la falta de agua y por ello se convierten en los motores agrícolas de la región. Las tierras bajas se aprovechan para el cereal y la horticultura, mientras que en las laderas de montañas se da la arboricultura de olivos, castaños, etc. y en terrazas fluviales predomina la viña. En las tierras altas y zonas áridas periféricas, la principal explotación es el pastoreo trashumante.
Clima. El clima mediterráneo es templado y se caracteriza por limitadas precipitaciones. Las lluvias se concentran en la primavera y el otoño, y suelen ser breves y torrenciales. La estación seca se da durante verano, que es largo, caluroso y de cielos despejados. Al contrario que en los climas atlánticos, el verano no es la estación vegetativa, sino la estéril. Los últimos meses del año, el agua marina se enfría más lentamente que las tierras adyacentes, en cambio, de enero a abril, la temperatura superficial del mar se mantiene por encima de la del aire de las tierras circundantes. Como consecuencia, en el litoral mediterráneo se pasan inviernos muy suaves respecto a lo que le correspondería para la latitud en la que se encuentra. En cambio, en las áreas del interior el invierno es frío y pueden darse intensas heladas. La mayoría de las verduras, hortalizas y plantas aromáticas se siembran o plantan en otoño y primavera.

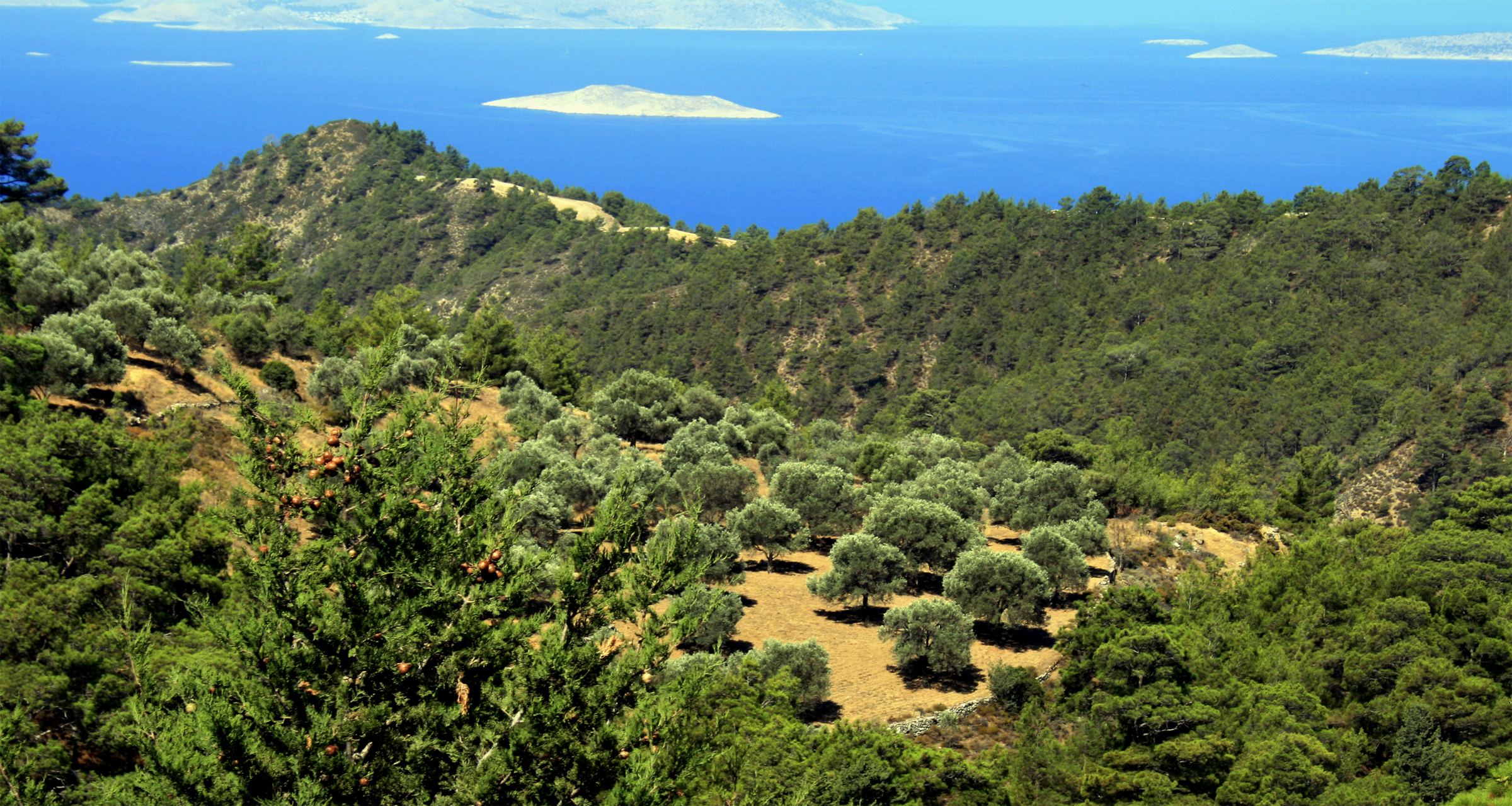
Olivar en una colina de Rodas, Grecia

Paisaje natural. Este régimen climático somete a la flora de los bosques y matorrales mediterráneos a sequías regulares. Con todo, la principal influencia del paisaje ha sido la mano del hombre, que durante siglos lo ha ido transformando, dando paso a hábitats particulares. Principalmente dos: la maquia y la garriga. El primero, es un paisaje compuesto de arbustos y pequeños árboles como lentiscos, jaras, romero, lavanda, tomillo, espino negro, brezos, madroños, encinas y alcornoques, entre otros. El segundo es una degeneración del anterior, pues es la misma flora pero más dispersa y abierta, afectada por incendios y el pastoreo. Esta flora es perenne y tan solo en las zonas alejadas de la costa se vuelve caducifolia.

## Contexto social
Según González Turmo, las variables sociales que intermedian en la definición de la alimentación mediterránea son: la etnia, la religión, la clase social, el género y la profesión.

### Religión
Las tres religiones tradicionales del Mediterráneo son el judaísmo, el islam y el cristianismo, cada una con sus respectivas normas dietéticas.
- Judaísmo. Las leyes judías sobre la alimentación son llamadas kashrut y establecen alimentos prohibidos y permitidos, cuándo y cómo consumirlos, y la manera de sacrificar animales. Se permiten todos los vegetales, así como gran parte de pescados, carne de ave, los huevos y la carne de herbívoros de cuatro patas y pezuña hendida, lo que incluye res, cordero y cabrito, así como su leche. Queda prohibida la carne de cerdo, camello, caballo, jabalí, conejo y otros roedores, caracoles, insectos, mariscos, peces sin escamas, huevas de pez, pulpos, marisco y anguilas, entre otros.[22][nota 1] El vino está permitido si es kasher, y de hecho es un alimento sagrado junto con el pan. Para el sábado o Shabat se reservan los platos más elaborados y en la cena se sirve pan de Shabat o jalá; el año nuevo judío o Rosh Hashaná se acompaña de alimentos simbólicos como dátiles, higos, granada, uva, pescado y dulces; para el Pesaj o Pascua judía, se sirven los alimentos que recuerdan la dureza de los israelíes en Egipto —pan ácimo, vino, huevo, etc.—, shavuit, por janucá se consumen frituras y lácteos.[23] Los judíos sefardíes vivieron en España hasta su expulsión en el siglo XV. Se establecieron en varios países mediterráneos, desde el Magreb hasta Turquía, convirtiéndose en la rama judía más influyente a nivel culinario y cultural de la región.[24]
- Islam. La dieta islámica establece alimentos aptos (halāl) y no aptos (harām), así como maneras de sacrificar y preparar la carne animal para el consumo humano. El Corán considera que algunos alimentos son nocivos para el cuerpo y por ello los prohíbe: las bebidas alcohólicas, el cerdo y jabalí, la sangre, la carroña, los animales depredadores como leones, osos o halcones, los roedores, insectos y los animales de compañía, entre otros. A diferencia del judaísmo, permite todos los productos del mar y todo tipo de rumiantes. La celebración más importante es el mes de Ramadán, en el cual los musulmanes ayunan cada día desde que sale hasta que se pone el sol. Otras fiestas importantes son Aíd al-Fitr, Aíd al-Adá, en la que se sacrifica ritualmente un cordero. Este animal, junto con el dátil, son dos alimentos sagrados en el islam.[25]
- Cristianismo. A diferencia de las otras dos religiones, en la dieta cristiana no existen prohibiciones a alimentos ni normas sobre el sacrificio. El único precepto notable es abstenerse de comer carne durante la Cuaresma, y en el caso de los ortodoxos durante el Adviento también. El pan y el vino son alimentos sagrados, que representan el cuerpo y la sangre de Cristo. El pescado representa la pureza espiritual.[26]

Para las tres religiones, el cordero es símbolo de fidelidad y pureza. El ganado ovino es idóneo para el sobrio paisaje mediterráneo y se cría en todas las regiones. Los platos de cordero protagonizan festividades de las tres creencias.
Sus preceptos marcan fronteras religiosas en el mapa alimentario mediterráneo. Sin embargo, la realidad no siempre se ajusta al modelo dietético ideal, y la transgresión de la norma puede volverse tan usual como su cumplimiento, no siempre por falta de fe, sino frecuentemente por ignorancia o miseria. La tolerancia o intransigencia respecto a las leyes dietéticas también varía según la época. Ninguna de las tres religiones promueve el vegetarianismo, aunque la dieta vegetariana o vegana es compatible con todas ellas, pues los cereales, las frutas y las verduras tienen un valor sagrado y representan la purificación, en oposición a la carne. En cambio, en la cultura popular, las hierbas y verduras se asocian a una dieta deficiente, mientras que la carne suele ser alabada.

### Cultura del trabajo

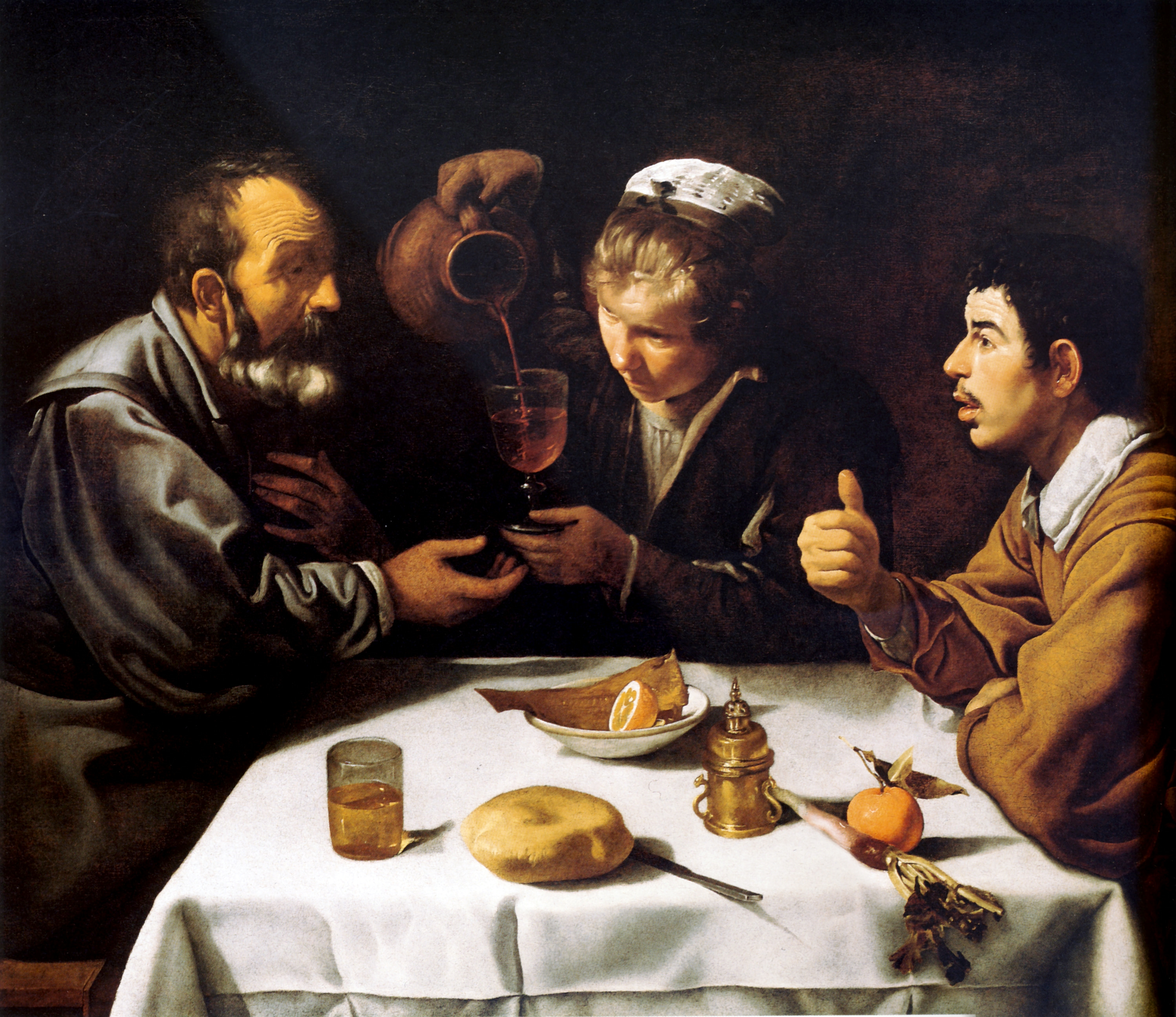
Almuerzo de campesinos (1619), por Diego Velázquez

La dieta alimentaria de los mediterráneos también viene condicionada por la profesión, tradicionalmente heredada por líneas de parentesco. Por ejemplo, los marineros y pescadores del sur de la península ibérica, ya sean portugueses o españoles, hacen un gran uso del cilantro en comparación con sus paisanos, quienes olvidaron este ingrediente que antaño estuvo tan presente en las cocinas en favor del perejil. Entre los jornaleros y campesinos del Interior peninsular son famosos los gazpachos, cuya tradición se extiende con exactitud por las rutas pastoriles conocidas como cañadas reales. Las personas de una misma profesión, incluso con frontera por en medio, tienden a compartir ingredientes y procedimientos, así como el modo de combinarlos. Ello da como resultado similitudes en el sabor, aroma y coloración de los platos.

### Clase social
La principal diferencia entre la alimentación de las élites y la de las clases medias y bajas es el protagonismo del grano. El trigo, el pan y sus demás derivados son el alimento básico de la mayoría poblacional. La clase alta consumía cereales en raciones mínimas, y siempre en sus variedades de mayor calidad y refinamiento. La clase social es un aspecto a tener en cuenta al estudiar la historia de la gastronomía, pues se basa en recetarios y manuscritos culinarios la inmensa mayoría de los cuales fueron escritos por la nobleza o clase cortesana de cada tiempo. En las áreas cristianas mediterráneas, se suma la cocina conventual, más difundida que la cocina campesina al estar puesta por escrito.

### Género
Los pueblos mediterráneos, al igual que muchos otros, distinguieron entre las funciones del hombre y de la mujer. Éstas han variado a lo largo de la historia, pero en general el papel de la mujer en la alimentación mediterránea ha sido y es el aprovisionamiento de alimentos y su cocinado para el cuidado de la unidad familiar. Ya desde la época romana, a la mujer se le confiaba la despensa y la farmacia del hogar. Por ello, las mujeres han sido las valedoras del bien cultural que es la dieta mediterránea. Sin embargo, se ha venido dando, de forma progresiva y desigual, un proceso de emancipación de la mujer, debido a su incorporación al trabajo y la obtención de derechos, teniendo un mayor protagonismo fuera de casa y consecuentemente uno menor adentro. En el sur de Europa este proceso se inicia con la llegada de la Revolución Industrial, cuando se dan múltiples transformaciones sociales, como el éxodo rural o la secularización, mientras que al norte de África y Asia occidental llegan influencias europeas por colonialismo y occidentalización.[cita requerida]

## Historia de la alimentación mediterránea
A lo largo de la historia, la dieta de la mayoría de los pueblos mediterráneos ha sido una dieta esencialmente vegetariana. Aunque esta dieta reúne multitud de especies vegetales, en realidad muy pocas son originarias de la cuenca mediterránea: el nabo, la col, las habas, las lentejas y los guisantes por ejemplo. Históricamente, la mayor influencia del mediterráneo han venido desde Asia occidental, siendo Egipto y el Levante mediterráneo las puertas de entrada para la mayoría de frutas, verduras, cereales y otros alimentos mediterráneos.
La aclimatación siempre ha funcionado igual: en un primer momento, los nuevos alimentos son considerados exóticos y son exclusivos de la clase pudiente, hasta que su producción permite un consumo masivo y se vuelve típicamente mediterráneo.

### Prehistoria

Arte rupestre en la Cueva de la Araña (Valencia). Se puede observar una persona recolectando miel y abejas volando alrededor.

En el Mediterráneo prehistórico, los grupos humanos recolectaban algarrobas, peras silvestres, nueces, avellanas, bellotas, castañas, bayas como el mirtillo o las moras, semillas, raíces, brotes tiernos, etcétera, y cazaban venado, jabalí, roedores, tejones, aves y hasta ranas y caracoles. De ríos y lagos se obtenían el salmón, la trucha, el lucio, la anguila, la perca, la tenca y diversos ciprínidos. Del mar, se pescaba la maragota, el sargo, la chopa o la dorada, y en menor medida mariscos y moluscos (encontrándose multitud de concheros prehistóricos en todas las costas mediterráneas). La carne de caza suponía en torno al 35 % de su dieta, siendo el resto distintos tipos de vegetales silvestres. Las primitivas formas de sazonar incluyen la sal, obtenida por medio de la evaporación de agua de mar, y la miel para endulzar. Para conservar los alimentos, se dejaban secar (curado), se enterraban en sal (salazón) o se exponían al humo de un fuego vivo (ahumado).
A finales del Paleolítico superior se experimentó un importante calentamiento climático como consecuencia del deshielo de los glaciares, lo que llevó a una elevación del nivel del mar y cambios de ecosistema, flora y fauna. Algunos grupos humanos recolectores-cazadores evolucionaron a epipaleolíticos, luego a mesolíticos, y luego, con la invención de la agricultura y la ganadería, a neolíticos. Esta progresión no se dio simultáneamente en todo el Mediterráneo, sino que surge en el Levante y se extiende en dirección oeste. En el área levantina se establecerán los patrones fundamentales de la alimentación mediterránea.  Este lugar es llamado Creciente Fértil, por ser la primera área agrícola, de base cerealista, y de ahí se expandió al resto de lugares. Los cereales básicos principales eran el trigo y el mijo. En torno al 13 000 y el 10 000 a. C. (periodo kebariense) varios tipos de cereales silvestres son recolectados masivamente por ciertos grupos humanos del área levantina. El cereal se convierte en una parte importante de su dieta, como demuestra la multitud de hoces y herramientas de molienda registradas. Mano a mano con el aprendizaje agrícola se dio el sedentarismo. Ciertos grupos humanos cultivaron también la esprilla, la escanda, la cebada, los guisantes y las lentejas. Esta actividad se combinaba con la recolección y la caza, así como con la ganadería de cabras y ovejas. Éstas proporcionaron carne, grasa y lácteos.
Los cereales eran tostados y molidos para hacer harina, de la que se derivan dos preparaciones mediterráneas básicas, vigentes hasta hoy, las gachas (o puches) y el pan. Uno fue la consecuencia del otro: la fermentación, probablemente por azar, de la papilla espesa de cereales dio como resultado el pan. Además, una larga cocción de las gachas da como resultado las galletas, que tenían la ventaja clave de poderse almacenar durante semanas.

### Antiguo Egipto
La actividad agrícola del área levantina se expandió al norte a las cuencas del Tigris y del Éufrates (Mesopotamia) y al sur a la del Nilo (Egipto), en las que se formaron importantes sociedades gracias al dominio de estos ríos. En el Antiguo Egipto, el cultivo de los cereales se vuelve una tarea cotidiana, sistemática e intensiva, siendo los principales la cebada de seis hileras y el trigo almidonero. Asimismo, la horticultura de regadío fue esencial, y los egipcios ya producían muchas de las verduras actuales: ajo, cebolla, lechuga, judías, lentejas, achicoria, puerro, apio, berro, mastuerzo, rábano, verdolaga, pepino y otras cucurbitáceas, legumbres como la lenteja y el garbanzo, así como ciertas plantas aromáticas: hinojo, hisopo, tomillo, albahaca, salvia, mejorana, canela, azafrán, cardamomo, mostaza, asafétida, comino, laurel, mirto, ruda, perejil, cilantro, eneldo, anís, fenogreco y adormidera. Según Teofrasto, en el río Nilo crecían silvestres plantas comestibles, las más consumidas por los indígenas egipcios eran tres: la chufa (Cyperus esculentus var. sativus), cuyo tubérculo se hervía en cerveza, el sári y el papiro, ambos ciperáceos cuyo rizoma es comestible crudo, hervido o asado. En las zonas empantanadas se recolectaba el nelumbo o flor de loto, del cual aprovechaban las flores y frutos. Para freír, usaban mantecas de animal o aceites de sésamo y de rábano, ya que el de oliva era un producto de lujo. También dominaban la apicultura. En cuanto a carnes, los egipcios consumieron mucho antes la oca que la gallina. Se guisaban potajes y caldos que combinaban legumbres, hortalizas y carne o pescado, no muy diferentes a los que se cocinan hoy. Un guiso típico era el de la mulujía, considerado el plato nacional del actual Egipto. Otras técnicas egipcias fueron hornear, cocer al vapor y escalivar a las brasas o a la ceniza. Además, desarrollaron las técnicas de fermentación de la uva, la cebada y trigo, para obtener vino, cerveza y pan respectivamente. La cerveza fue una de las bebidas más importantes del Antiguo Egipto.

### Fenicia e Israel, Creta y Cartago
La actividad agrícola de las áreas de Israel y Fenicia se diferenciaron de la egipcia en ser principalmente de secano, un paisaje mediterráneo idéntico al que se encuentra en el sur de Europa y el norte de África. Es extensa la cantidad de fuentes antiguas que señalan el área levantina como lugar de huertas, vergeles y campiñas. Allí, los pueblos fenicio y hebreo se alimentaron de berzas, coles, cebollas, ajos, y otras hortalizas, aunque la base de la dieta fueron los cereales y principalmente el centeno y la cebada. La agricultura de todos estos pueblos se basaba ya en la tríada del trigo, la vid y el olivo. También practicaban la ganadería, la oleicultura, la viticultura y la apicultura.
Sus hábitos alimentarios se expandieron por el Mediterráneo oriental: las islas de Chipre o de Creta, en donde floreció la cultura minoica (2100 a. C.-1450 a. C.), y a Cartago, en la actual Túnez. La civilización micénica adoptó en buena medida las costumbres alimentarias minoicas, y fueron la primera cultura ganadera en mantener los rebaños de ovejas y cabras en llano durante el invierno, y en la montaña durante el verano, lo que es la trashumancia clásica. Los cretenses producían mijo, trigo y cebada, miel de abeja, aceite de oliva, vino y legumbres como las lentejas, habas, guisantes o garbanzos, y eran grandes comerciantes ya que sus productos se consumían por todo el mar oriental. La alimentación micénica fue el origen de la cocina helénica.
En la República cartaginesa, nacida como colonia fenicia, el pan se hacía ácimo o levado y era el alimento básico. Se horneaba en tabunas, todavía hoy usadas en muchos países. Cultivaban ampliamente el olivo, el manzano, el peral y la higuera, así como la viña. La carne se limitaba a eventos especiales y el pescado era más frecuente en la costa: mújol, lubina, mero, dorada, etc. La civilización púnica se caracterizó por un desarrollo agrícola totalmente dependiente del comercio mediterráneo. Los romanos adoptaron varios hábitos cartagineses, como las gachas o puches llamadas puls punica.

### Antiguas Grecia y Roma
Contexto. Griegos y romanos siempre estuvieron orgullosos de sus orígenes campesinos y a lo largo de toda su historia, la mayoría de la población tuvo muy frugales hábitos alimenticios que no abandonarían nunca, incluso en las épocas de mayor esplendor. Mucho se ha hablado de los banquetes opulentos y de la glotonería grecorromana, pero esto fue una excepción practicada por unos pocos y en momentos muy determinados, magnificada por quedar recogida en los textos antiguos. En realidad, la alimentación tradicional de griegos y romanos era básicamente vegetal, productos derivados directamente de la actividad agropecuaria, en especial de los de la tríada. Ya en esta época, usaron este hecho para diferenciar la sociedad civilizada de los pueblos bárbaros, que se alimentaban principalmente de la carne de caza y los lácteos. El campesino grecorromano procuró diversificar sus cultivos todo lo que pudo, pues la mayoría se autoabastecía. Se sembraban ante todo cereales, especialmente trigo y cebada, pero también se dedicaban partes del terreno al viñedo, un olivar, un huerto para el regadío, y una granja con cerdos, cabras y aves de corral. Los antiguos consumían algunas verduras que hoy han sido olvidadas, como la berrera, la cerraja, el bledo, la ortiga, el armuelle, los bulbos de nazareno, la malva, el apio caballar, el helenio, la brionia, el polipodio o la coclearia.
Antigua Grecia. Consta que los griegos aromatizaban sus platos de verduras, legumbres, carne o pescado con laurel, tomillo, orégano, retama, salvia, cilantro y malva. En la Antigua Grecia, el pescado principal era el atún, el cual se conservaba en salazón o en aceite de oliva. También el rodaballo, la dorada, la sardina, el salmonete o el congrio. Aristóteles llega a mencionar ciento diez clases de pescado. El gastrónomo Ateneo de Náucratis describe más de cuarenta tipos de pan, con diferentes harinas, cocciones y levados. Sin embargo, el pan de la mayoría de la población era el pan de cebada o la mâza, un tipo de torta o gachas que se obtiene del álphita, harina de cebada tostada. El aceite de oliva es la grasa más común. Las carnes principales fueron la de cordero o cabrito. Los griegos, a diferencia de hebreos y egipcios, apreciaron la carne de cerdo y fueron los encargados de introducir este animal en Europa. También destacaron en la producción de embutidos y la técnica del asado. La vaca apenas daba leche, por lo que casi siempre los lácteos provenían de la cabra o la oveja. La higuera era una fruta típica, como la pera y las manzanas, a las que se sumaron nuevos cultivos frutícolas: la cereza proveniente de Asia Menor, los membrillos de Corinto, los dátiles de Fenicia, etc. Una de las obras culinarias clásicas más importantes es Hedypatheia (siglo IV a. C.), del siciliano Arquéstrato, en el que recoge los mejores platos que probó en sus viajes por el mundo conocido, el Mediterráneo.
Antigua Roma. La cultura culinaria romana absorbió muchos aspectos de la tradición griega, entre los cuales los más básicos como la olivicultura, la producción de harina y pan y la viticultura. Durante la etapa republicana, la escanda todavía predomina frente al trigo y la cebada. A medida que el estado romano se expandió, el Mediterráneo se fue unificando a todos los niveles, incluido el alimentario. El dominio comercial marítimo favoreció una gran importación y aclimatación de nuevos cultivos. Llegaron a Roma alimentos de todas las orillas del mare nostrum: cabrito de Ambracia, ostras de Tarento, dátiles de Egipto, garo de Cartago Nova, etcétera. En todas las regiones del imperio, los romanos intensificaron el cultivo de la vid, el olivo, cereales y leguminosas como lentejas y garbanzos, que se convirtieron en la base de la dieta. Producían coles, espárragos y rábanos. Muchos árboles frutales fueron traídos desde Asia en la época imperial romana, y durante siglos se consideraron exóticos e inaccesibles para la mayoría de la población. Por ejemplo, el melocotonero fue trasplantado en el siglo i d. C. desde África a Italia por el cónsul Popinio. Como los albaricoques pocos años después, eran comercializados a precios privativos. El melón se comenzó a plantar en Campania a principios del Imperio. El pistacho o alfóncigo fue llevado por Vitelio desde Siria hasta Alba. Los limones y la pimienta no serían conocidos hasta finales del imperio, y la naranja llegaría mucho tiempo después, tras las conquistas musulmanas del siglo vii —los romanos solo conocían el sabor cítrico por la cidra—. En definitiva, el imperio romano fue una época de «protoglobalización» del mundo conocido, en la que se extendieron numerosos cultivos, normalmente en dirección este a oeste.
Carnes. Las carnes más consumidas eran el lechón, el cabrito, el cordero, aves de corral como pollo o pato y la carne de caza. Los lirones eran criados en glirarium y consumidos como aporte cárnico complementario. Muy rara vez el ganado mayor, como reses o bueyes, que se prefieren como animales de tiro. Los romanos hacían embutidos y albóndigas, llamadas iscium, tanto de carne como pescado. Conocieron algunas variedades de habichuelas, llamadas faseolus, pero no los modernos frijoles, habas, judías o porotos, que llegaron mucho después desde América. El aceite de oliva era la grasa más usada, con aportes de manteca de cerdo.  La salazón del pescado tuvo un gran peso en la cocina romana, de la misma manera en que lo fue para griegos, egipcios, fenicios y culturas anteriores. Piezas de carne como el jamón también eran curtidos en sal. La helicicultura, es decir, la cría de caracoles para el consumo humano, fue desarrollada por los romanos, destacando a Fulvio Lipino.

Área de distribución del laurel. Fue la planta aromática más importante de la Antigua Roma. Es originario del Mediterráneo, donde se le ha dado un gran valor simbólico, medicinal y culinario.

Condimentos. El tratado culinario romano más referenciado es el recetario Apitii Celii de Re Coquinaria libri decem, atribuido a Marco Gavio Apicio, famoso comidista que vivió entre las épocas de Augusto y Tiberio. Si realmente fue él su autor, las recetas muy probablemente hayan sido retocadas edición tras edición, pero esto no evita que sea una importante fuente para conocer la cocina romana. El noventa por ciento de las recetas apicianas contienen garo (garum), salsa fermentada de vísceras de pescado muy apreciada en todo el imperio. Las recetas incluyen las hierbas mediterráneas típicas: tomillo, orégano, coriandro, comino, pimienta, escalonia, raíz de junco, eneldo, ruda, menta mejorana, nardo, hinojo y la planta del silfio, que no aún han podido ser identificada. No obstante el condimento más amado en la Antigua Roma fue el laurel, que era también la especia más común.
El vino en la Antigua Roma se solía condimentar al gusto griego: conditum. Las conservas se guardaban en recipientes de barro cocido llenos de almíbar de mosto. La cocción se hacía en terracota o cobre.

### Medievo: de mar unificado a mar fronterizo (siglosviii-xiv)
Medievo cristiano. Tras la caída del Imperio romano, Europa se introduce progresivamente en el feudalismo. En esta época, la cocina popular de los pueblos latinos se fusiona con una cocina aristocrática traída por los pueblos germanos que reinaron. Godos, francos, lombardos y otros grupos germánicos popularizaron el cerdo, la cerveza y la carne de caza.  En el plano de la alimentación medicinal, fue importante el Studium de Salerno, un instituto laico donde recuperaron las teorías dietéticas grecorromanas llamadas hipocrático-galénica. Esta teoría tuvo una gran importancia en el Mediterráneo medieval, tanto cristiano como musulmán, y trataba de explicar las enfermedades por desequilibrios en los niveles corporales de cuatro líquidos o «humores»: flema, sangre, bilis negra y bilis amarilla. La teoría de los cuatro humores no sería desacreditada hasta el descubrimiento de las bacterias en el siglo XIX, aunque su influencia en la dieta y la medicina histórica fue notable.
Medievo musulmán. Tras la muerte de Mahoma en el 632, los árabes conquistan y se establecen en el área mediterránea previamente bizantina. La dieta de estos pueblos rompe con el modelo dietético del profeta, esencialmente pastoril. Una vez establecidos en el Mediterráneo, los árabes adoptaron el modelo agrícola de la zona, dando lugar a una nueva cocina árabo-mediterránea, que influenciará a todos los pueblos mediterráneos y europeos gracias a su consideración de prestigio entre las élites. Si bien la caída del Imperio Romano de Occidente ocurrió a finales del siglo V, las invasiones bárbaras tuvieron poco impacto en la gastronomía de los pueblos mediterráneos, pues en realidad estos mantuvieron las formas romanas de vida. Según la tesis de Pirenne, el mar Mediterráneo pasa de espacio cultural unificado a mar fronterizo con la expansión musulmana por las orillas del sur y este, la cristiandad de un lado y el islam por el otro. Esto ocasiona que el centro económico del continente europeo se desplace desde el Mediterráneo hacia el norte, y aparezca el sistema feudal. Las tradiciones alimentarias latinas se fundieron con las germanas «gracias a la mediación decisiva del cristianismo», y surgió lo que Montanari designó «el modelo alimentario romano-bárbaro». En cambio, los pueblos árabes vivieron la Edad de Oro musulmana y su aportación al Mediterráneo fue determinante.
Novedades árabes. Con los árabes, se extendieron por el Mediterráneo muchísimos alimentos nuevos, destacando los cítricos, el arroz, el azúcar y la pasta. El establecimiento de un mundo islámico unificado tan amplio logró conectar áreas muy distantes previamente. Por ejemplo, de Etiopía importaron el café y el quingombó (ocra), mientras que de la India importaron muchísimos cultivos, como la berenjena, la banana o plátano o las espinacas. En cuanto a cítricos, en el Sind conocieron cuatro tipos de cítricos, que transportaron al Mediterráneo: la naranja de Sevilla, la lima verde, el limón amarillo y la pampelmusa —un ancestro del pomelo o toronja—. También del Sind es la sandía —de ahí su nombre—. Los musulmanes solo toleraron la uva de postre y el mosto sin fermentar, por lo que se redujeron significativamente los viñedos. En cambio, extendieron el dátil, el aperitivo favorito de Mahoma. Los árabes mediterráneos comían una amplia variedad de frutas: azufaifos, sandías, melones, melocotones, albaricoques, ciruelas, cerezas, azeroles, nísperos, manzanas, peras, almendras, granadas, grosellas blancas y negras; legumbres como: habas, judías verdes, lentejas, garbanzos; hortalizas como berenjenas, nabos, coles, coliflores, acelgas, verdolagas, lechugas, endibias, espárragos, zanahorias, pepinos, ajos y cebollas. El califato aseguró las rutas comerciales con Asia, especialmente las de pimienta, clavo, jengibre, nuez moscada, canela casia, ruibarbo y azafrán. Cabe destacar también el cultivo de plantas aromáticas, medicinales y colorantes como comino, alcaravea, anís, henna, azafrán, orégano, mirto, jazmín, rosas, narcisos, nenúfares, vara de oro, alhelí, mejorana, violeta, azucena, tomillo, adormidera y cáñamo indio.  También se importan nuevas técnicas de cultivo y regadío, lo que hoy conocemos como «revolución agrícola del islam medieval».
La pasta. Existen tres teorías sobre el origen de la pasta: la primera, que fue traída por Marco Polo desde China, y aunque es la más difundida actualmente se considera más un mito que una tesis. La segunda es el origen nativo con base en una tumba etrusca, en la que aparecen unos artilugios similares a los que se usan para hacer pasta. Sin embargo, la pasta no aparece en ninguna de la literatura grecorromana. La tercera y más aceptada teoría es que la cultura de la pasta fue importada por los árabes, pues es además durante la época califal cuando más se difunde el trigo duro, cuyo origen está en Egipto y Anatolia. Este trigo es imprescindible para hacer la pasta, que no se puede con trigo blando o común. Los árabes introdujeron la técnica de hacer la pasta larga y seca, llamadas fideos o aletrías —nombres también de origen árabe— tanto en al-Ándalus como en el Emirato de Sicilia (965-1072) y diversas formas de pasta, al mismo tiempo que aparecen en la España musulmana, y se registra una difusión de las pastas desde el Sur de Italia hacia el Norte. La pasta se popularizó en toda la península italiana a partir del siglo xviii.

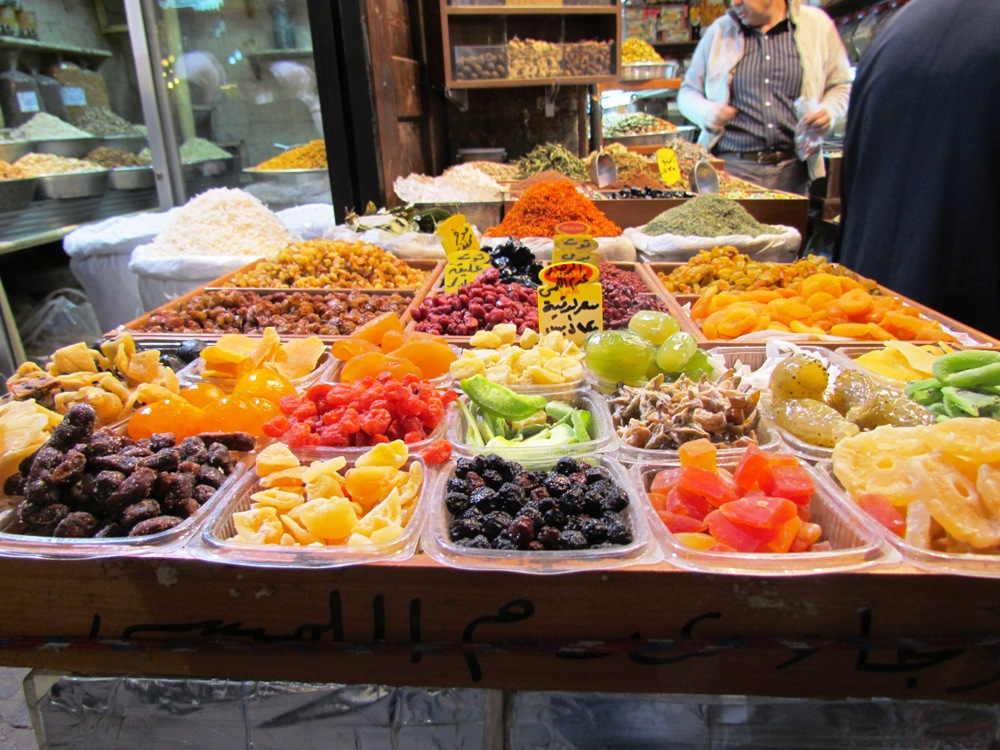
La fruta confitada es fruta cocida en almíbar y fueron los árabes quienes introdujeron esta práctica en el Mediterráneo (en la imagen: zoco de al-Hamidíe, Damasco)

Al-Ándalus. En la península ibérica, los nuevos sistemas de irrigación árabes transformaron las riberas de los ríos en vergeles, impacto que todavía pervive en zonas como la Huerta de Murcia, la de Valencia o el Valle del Guadalquivir. En el resto de Europa, el hecho de que nunca hubiera subyugación musulmana no evitó que se adoptaran las novedades islámicas. Una aportación evidente fue la del uso de especias en la comida, que además por su precio constituían un elemento socialmente diferenciador. Las élites cristianas imitaron a las cortes musulmanes en tres ámbitos principalmente: la estética de la mesa, el uso habitual de ingredientes exóticos y la predilección por los sabores dulces y fuertes. Sin embargo, al-Ándalus permaneció relativamente aislado del resto de Europa puesto que la ancha marca o territorio fronterizo bélico dificultaba enormemente el comercio con los reinos cristianos. Por este motivo, muchos de los alimentos traídos a la península con la conquista árabe, no se conocieron en Europa mucho tiempo después, con las Cruzadas (siglos XI y XIII).
Cruzadas. A su vuelta a Europa, los cruzados trajeron varios alimentos novedosos como el limón, la berenjena, el espárrago, el pepino, la ascaloña (literalmente, «ajo de Ascalón, Israel»), la mejorana, el albaricoque, y el plátano, aunque este último no llegó a ser muy apreciado por los europeos hasta bien entrado el siglo XIX. Un gran descubrimiento fue la caña de azúcar, pues hasta entonces el endulzante casi exclusivo era la miel. Con el azúcar, se introdujo todo lo asociado a él: pasteles, confites, caramelos y el turrones.
Caña de azúcar. Fue probablemente descubierta por los árabes al conquistar el imperio sasánida, y de ahí la llevaron al Levante, a Egipto, al Magreb y más tarde a Sicilia y Andalucía. La caña necesita veranos largos y cálidos para poder crecer, como es el caso de la región, y por eso en zonas frías como el centro y norte de Europa se debía recurrir a la remolacha, agronómicamente menos rentable. El arte de refinar el azúcar y preparar con él dulces y confituras es una de las contribuciones árabes más importantes a la cocina mediterránea. En la cocina siciliana, muchos postres y dulces típicos son de origen árabe, como la pasta di mandorle equivalente al mazapán español, que también es de origen árabe. Con este ingrediente italiano a base de almendras y azúcar de caña se elaboran la frutta martorana, el cannoli y la cassata. Las peladillas y los turrones españoles, así como el equivalente siciliano —la giuggiulena— son de origen árabe.
Nuevas rutas de comercio. La República de Venecia llevó la batuta del comercio marítimo mediterráneo desde aproximadamente el año 1100 hasta mediados del siglo xv (especialmente tras la toma de Constantinopla de 1453). Los mercantes venecianos mantuvieron el monopolio del comercio de especias, resaltando la pimienta, pero también el clavo, la nuez moscada, la canela, la mostaza, el azafrán, el jengibre y la galanga. Estas especias, que eran extremadamente caras, venían a romper la monotonía de las ya conocidas hierbas mediterráneas —tomillo, ajedrea, mejorana, orégano, etc.— y se consideraron imperativas en toda Europa si se desea servir un plato «noble». La ruta de las especias se inicia con los árabes controlando el comercio desde la India hasta las ciudades portuarias del Mediterráneo oriental, como Alejandría o Constantinopla. Allí los venecianos se vuelven en los intermediarios que las proveen al resto de Europa. Los venecianos también ponen de moda el tenedor.

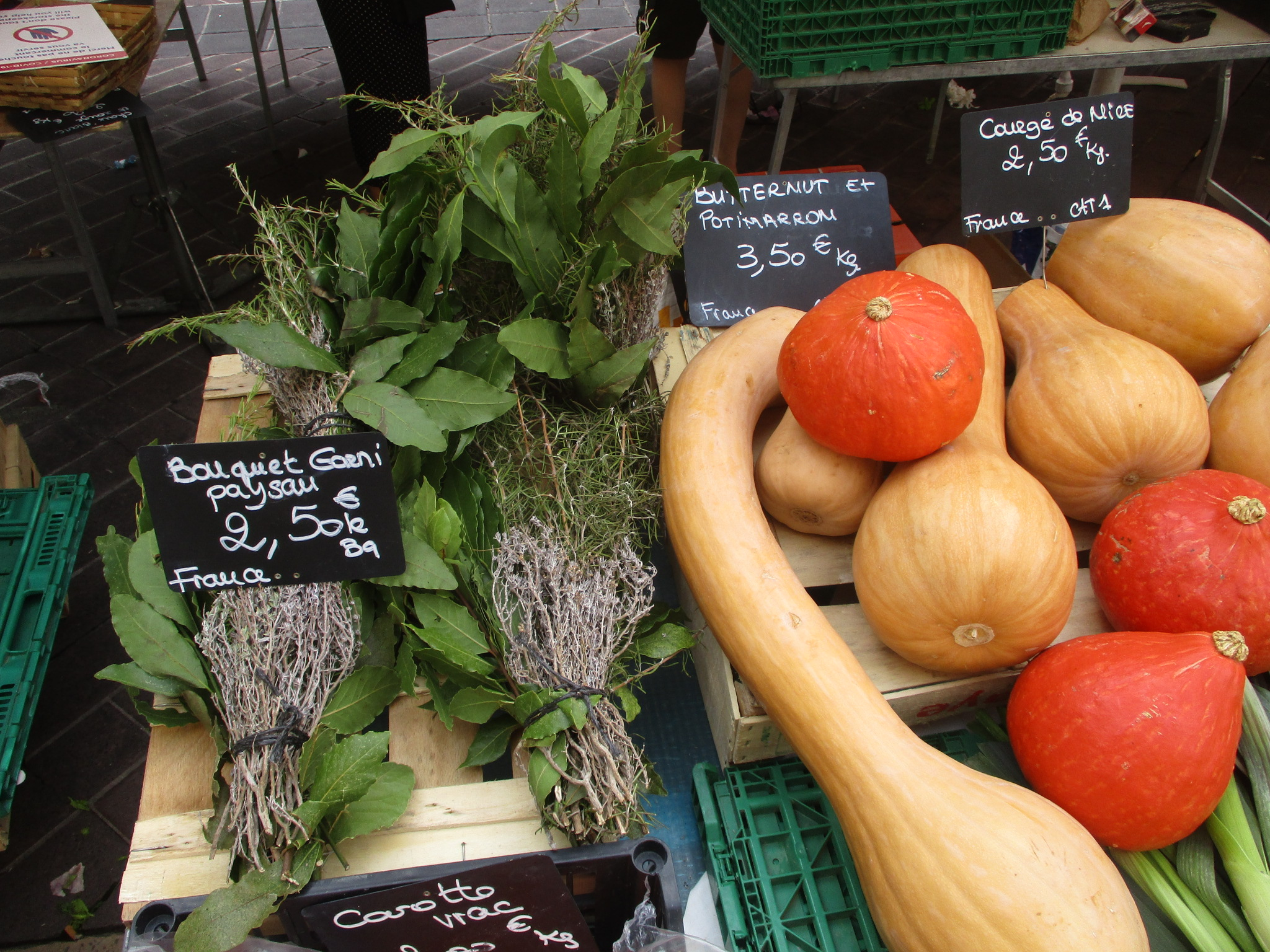
Plantas nativas (laurel, romero, tomillo) al lado de hortalizas de origen americano (calabaza) en un mercado de Niza.

### Edad Moderna: el aporte americano (siglosxv-xviii)
Durante el siglo xvi, emergen dos potencias que controlaron el comercio alimentario del Mediterráneo: el Imperio Otomano en el oriente, que disponía del abundante cereal producido en los Balcanes, y el Imperio Español en el occidente, que controlaba importantes motores cerealistas como Castilla, Andalucía o Sicilia.
De América a la península ibérica. Los primeros alimentos americanos cruzaron el océano ya con Colón, quien presentó en España el maíz, el cacao y la papa. Se dio inicio a un dilatado proceso conocido como «intercambio colombino». Por ejemplo, la única hortaliza solanácea relevante del Viejo Mundo era la berenjena; todo el resto (pimientos dulces y picantes, tomates, patatas, boniatos…) son aportaciones americanas. El médico sevillano Nicolás Monardes fue pionero en aclimatar muchas frutas y verduras de América, entre ellas el tomate.
Los pimientos, a diferencia del tomate, tuvieron una aceptación más inmediata. Desde las variedades dulces (pimiento morrón) hasta las más picantes (ají o chile) se aclimataron tempranamente en Andalucía y se integraron a la cocina popular. Otro alimento americano que tuvo un éxito inmediato en las mesas del Mediterráneo fue el pavo, por primera vez mencionado en 1550 por el francés Bruyerin Champier. El pavo era llamado uexelot por los habitantes de Mesoamérica, quienes lo consumieron desde tiempos remotos, y en Europa tuvo una pronta aceptación.
De la península ibérica al resto del Mediterráneo. Los frijoles, caraotas, porotos o judías llegan a España a principios del siglo xvi, de ahí pasan primeramente a Italia, y ya para la segunda mitad del siglo xviii se difunden por todo el Mediterráneo. Se usa la batalla de Lepanto de 1571 para marcar el momento en el que los países cristianos expanden su poder por el Mediterráneo, y por ello también su influencia. De esta forma, los alimentos americanos se extendieron por el Mediterráneo musulmán gracias a los comerciantes portugueses y españoles, pero sobre todo tras la expulsión de los moriscos a inicios del siglo xvii. Los moriscos o sarracenos se asentaron en el norte de África, Turquía y el Levante, llevando consigo el maíz, el tomate, la patata, pimientos y el higochumbo o nopal, entre otros muchos productos originarios de América, pero también productos de la propia España, como la vid, el albaricoque murciano o la almendra valenciana, variedades agrícolas que aún se plantan en Túnez.
Difusión progresiva. A pesar de que el tomate se considera hoy un alimento icónico del Mediterráneo, su integración completa en esta cocina no se dio hasta siglos después de su aparición. Durante muchos años el tomate era plantado únicamente por el valor ornamental de sus frutos, y no fue hasta el siglo xviii que empezó a usarse en salsas y en todo tipo de aderezos. A la Provenza llegó a finales de este siglo, concretamente en 1793, cuando en Marsella tiene lugar la Fiesta de la Federación. El tomate se introduce en la Francia postrevolucionaria de forma muy lenta y desigual, pues solo se consigue aclimatar a temperaturas entre los diez y los treinta grados, larga exposición al sol y lluvias no muy abundantes. También la papa o patata hace presencia ocasional, aunque no se establece como alimento básico europeo hasta finales del siglo XvIII. En España aparece en 1768 en Galicia, iniciando su difusión hacia el sur, y no se llega a popularizar hasta mediados del siglo xix. Una aceptación mucho más temprana tuvo el boniato, batata o camote.
Modelo francés. A partir del siglo XvIII, la culinaria francesa de origen aristocrático se impuso a las demás cocinas europeas, incluidas las mediterráneas. En Francia también hay un área propiamente mediterránea en torno al golfo de León, pero en esta época las gastronomías regionales eran, según Pierre Poulain, fuertemente rechazadas por la élite francesa. Así pues, la burguesía provinciana tenía puesta su atención en las prácticas de la nobleza parisina, ignorando las preparaciones tradicionales de la región. Con la Revolución francesa esta cocina pasó del palacio a la calle, surgiendo los primeros restaurantes en París, ciudad que se convierte en la capital mundial de la gastronomía. Durante la Belle Époque (1871-1914), el francés, y más concretamente París, mantendría la hegemonía cultural gastronómica.

### Sigloxx: Industrialización y globalización
En el plano gastronómico, este siglo se inició en 1903 con la publicación de Le Guide culinaire de Auguste Escoffier, quien nació y creció en Niza frente a la costa mediterránea. El libro fue un éxito por las ideas del chef Escoffier, que venían a renovar la estancada cocina victoriana del siglo anterior, y que normalizó en cocina muchas prácticas e ingredientes regionales, dándoles el valor que merecían. Por ello es considerado uno de los grandes reformadores de la cocina francesa.
Transformaciones globales. Para inicios del siglo xx, las naciones europeas se habían consolidado como «guardianas del Mediterráneo, las que lo exploran, lo dominan y lo explotan». El colonialismo tuvo un primer efecto de influencia cultural en dirección metrópoli → colonias, pero también tuvo un secundario efecto de «contrainfluencia», en la dirección opuesta. La industrialización transformó notoriamente las gastronomías regionales. Por ejemplo, en la década de los años sesenta, coincidiendo con el despegue económico, la sociedad española comenzó a abandonar sus hábitos alimenticios. El desarrollo de la industria alimentaria, la gran disponibilidad de alimentos, el desplazamiento masivo de personas del medio rural, y la masificación de las grandes ciudades, con el consiguiente cambio en el estilo de vida, la incorporación de la mujer al mundo laboral y la importación de costumbres dietéticas de otros países, fue relegando la alimentación tradicional y dando lugar a la cocina global. Como efecto colateral surge la «comida rápida» que en muchos casos acaba sustituyendo los platos de legumbres, hortalizas, verduras y frutas. También los efectos del cambio climático han afectado negativamente provocando una degradación de la cocina tradicional. El mar mediterráneo tiene la consideración de mar sobreexplotado debido a la pesca masiva.[cita requerida] Desde la década de 1970, el atún rojo prácticamente ha desaparecido en el Mediterráneo y en múltiples áreas del Atlántico.
Estudio Rockefeller. En 1948, el gobierno griego encarga a la Fundación Rockefeller la realización de un estudio socioeconómico de la isla de Creta. Amplio estudio sobre las formas de vivir de los cretenses. Sobre su dieta se dice que se basa principalmente en cereales (pan), verdura, fruta, patatas, legumbres, frutos secos y aceite de oliva. Al contrario que los americanos, los cretenses raramente padecían enfermedades cardiovasculares, y tenían una esperanza de vida superior. En el Norte, empieza a hablarse de una dieta mediterránea.

### Hacia una conceptualización mediterránea (1949-2010)
El Mediterráneo fue estudiado por primera vez desde un punto de vista antropológico por el historiador francés Fernand Braudel, en su tesis de 1949 El Mediterráneo y el mundo mediterráneo en la época de Felipe II. Describe el mediterráneo como unidad sociocultural, siendo clave en la popularización de la «mediterraneidad». Braudel es también el primero en definir la extensión del olivo como los límites del Mediterráneo. Luego de él, sería el matrimonio de nutricionistas estadounidenses Ancel y Margaret Keys quienes popularizaron la cocina mediterránea en Estados Unidos, a raíz de sus estudios poblacionales en la década de 1950-1960 y la publicación del libro Comer bien, sentirse bien: la receta mediterránea, en 1975. En Europa, fue muy influyente el libro A Book of Mediterranean Food, publicado en 1950 por la escritora británica Elizabeth David, siendo el primer libro de cocina en componerse de recetas mediterráneas. Sin embargo, para encontrar la primera referencia escrita sobre la alimentación mediterránea hay que remontarse a Australia en 1827, cuando el médico Peter Cunningham recomienda este tipo de alimentación a los colonos de Nueva Gales del Sur. Curiosamente, las primeras veces que la dieta mediterránea es mencionada, lo es en inglés.
Ancel Keys y el Estudio de los Siete Países. Este fisiólogo y nutricionista estadounidense era reconocido por su larga carrera de investigación en relación con la dieta y las enfermedades cardiovasculares. Fue pionero en el estudio de cómo la alimentación influye en la salud, y su trabajo tuvo un impacto significativo.  tuvo un impacto significativo en la forma en que se entiende la dieta y la salud cardiovascular hoy en día. En 1958 publicó el «Estudio de los Siete Países» (Estados Unidos, Finlandia, Grecia, Holanda, Italia, Japón y Yugoslavia) en el que analizaba las dietas de cada uno de ellos y las contrastaba con los datos de enfermedades cardiovasculares. El estudio reveló una correlación entre las dietas ricas en grasas saturadas, como la estadounidense o la finlandesa, y mayores tasas de enfermedad. En cambio, griegos e italianos presentaron tasas mucho más bajas de enfermedades del corazón, a pesar de que su dieta también incluía una cantidad significativa de grasa, pero provenía principalmente del aceite de oliva, que es una grasa insaturada. Keys definió los siguientes criterios:[cita requerida]
- Un alto consumo de frutas, verduras, legumbres y cereales integrales.
- Aceite de oliva como principal fuente de grasa.
- Un consumo moderado de pescado y mariscos.
- Consumo ocasional de carne, principalmente aves de corral.
- Vino, consumido con moderación.

Estudios posteriores. Después de Keys, se popularizaron los estudios sobre dieta mediterránea, los cuales se desarrollan principalmente en Grecia y en Italia como paradigmas de dicha dieta mediterránea. Los estudios posteriores corroboraron la relación entre esta dieta y el descenso de la mortalidad por diversas enfermedades. El aceite de oliva contiene grasas monoinsaturadas que favorecen la disminución del colesterol. Así pues, desde la década de 1970 en adelante la mediterránea se vuelve una suerte de «dieta médica», que sirve para prevenir, y más tarde tratar, enfermedades. Cabe destacar los estudios de la epidemióloga griega Antonia Trichopoulou, conocida como «la madre de la dieta mediterránea», y los estudios de Renaud, Tavani y Vechia, y Sánchez. Más recientemente, fue importante el estudio Predimed, un ensayo clínico a gran escala (7.447 pacientes) ocurrido en España, en el que se comprobó una reducción drástica de las enfermedades cardiovasculares al introducir la dieta basada en aceite de oliva.
Apoyo institucional. A finales del siglo xx, instituciones como la Organización Mundial de la Salud (OMS) empezaron a recomendar patrones alimentarios basados en la dieta mediterránea en sus informes sobre salud y nutrición. Para los gobiernos locales, la protección y promoción de la alimentación mediterráneo tiene un valor simbólico, cultural y también económico, pues los cultivos tradicionales tienen un menor impacto ambiental. Los ministerios de sanidad y otras instituciones llevaron a la dieta mediterránea en su agenda. En 1996 se constituye la Fundación Dieta Mediterránea y se firma la Declaración de Barcelona sobre dieta mediterránea, en el Primer Congreso de la Dieta Mediterránea, con el objetivo de preservar la cultura alimentaria y la agricultura tradicionales de los pueblos mediterráneos. En 1999 se fundó en Marsella el Conservatorio Internacional de Cocinas Mediterráneas (Conservatoire international des cuisines méditerranéennes) para proteger y promover la cultura culinaria mediterránea. Se da en Londres en el año 2000 la Conferencia Internacional sobre Dieta Mediterránea, en la cual se definen las características de dicha dieta. Según Isabel González Turmo, si bien la cocina mediterránea tiene un origen anglosajón, en el sur de Europa se ha dado una identificación cultural casi total. Durante la segunda mitad del siglo xx y hasta la actualidad, las administraciones gubernamentales, los productores agrícolas y otros agentes económicos se han empleado a fondo para promover la dieta mediterránea y los productos de la tierra. Según la mencionada autora, «la maltrecha agricultura de estos países se aferró a lo mediterráneo como tabla de salvación, y el invento parece haber funcionado».
Patrimonialización. El 16 de noviembre de 2010 se aprobó la dieta mediterránea en la Lista Representativa del Patrimonio Cultural Inmaterial de la Humanidad de la UNESCO, una candidatura conjunta de cuatro países, España, Grecia, Italia y Marruecos, a los cuales en 2013 se unieron Chipre, Croacia y Portugal. La patrimonialización fue por primera vez anunciada tres años antes, el 16 de julio de 2007, por los ministerios de agricultura de España, Grecia, Italia y Francia. Este último no continuó con el proceso debido a que la gastronomía francesa iba de camino a lograr su propia declaratoria, hecho que logró también en 2010. Junto con las gastronomías mexicana y la japonesa, son los cuatro únicos patrimonios culturales alimentarios reconocidos en la Lista Representativa de la UNESCO.
Según la Convención de 2003, el patrimonio inmaterial solo se puede inscribir con relación a una comunidad que la reconoce como cultura propia. Por ello cada uno de los países presentó una comunidad representativa, a saber:
- Chefchauen, Marruecos
- Cilento, Italia
- Koroni, Grecia
- Soria, España
- Tavira, Portugal

## Sistema culinario mediterráneo
Estas son algunas de las características que definen la alimentación mediterránea según varios autores.

### Pirámide de alimentos

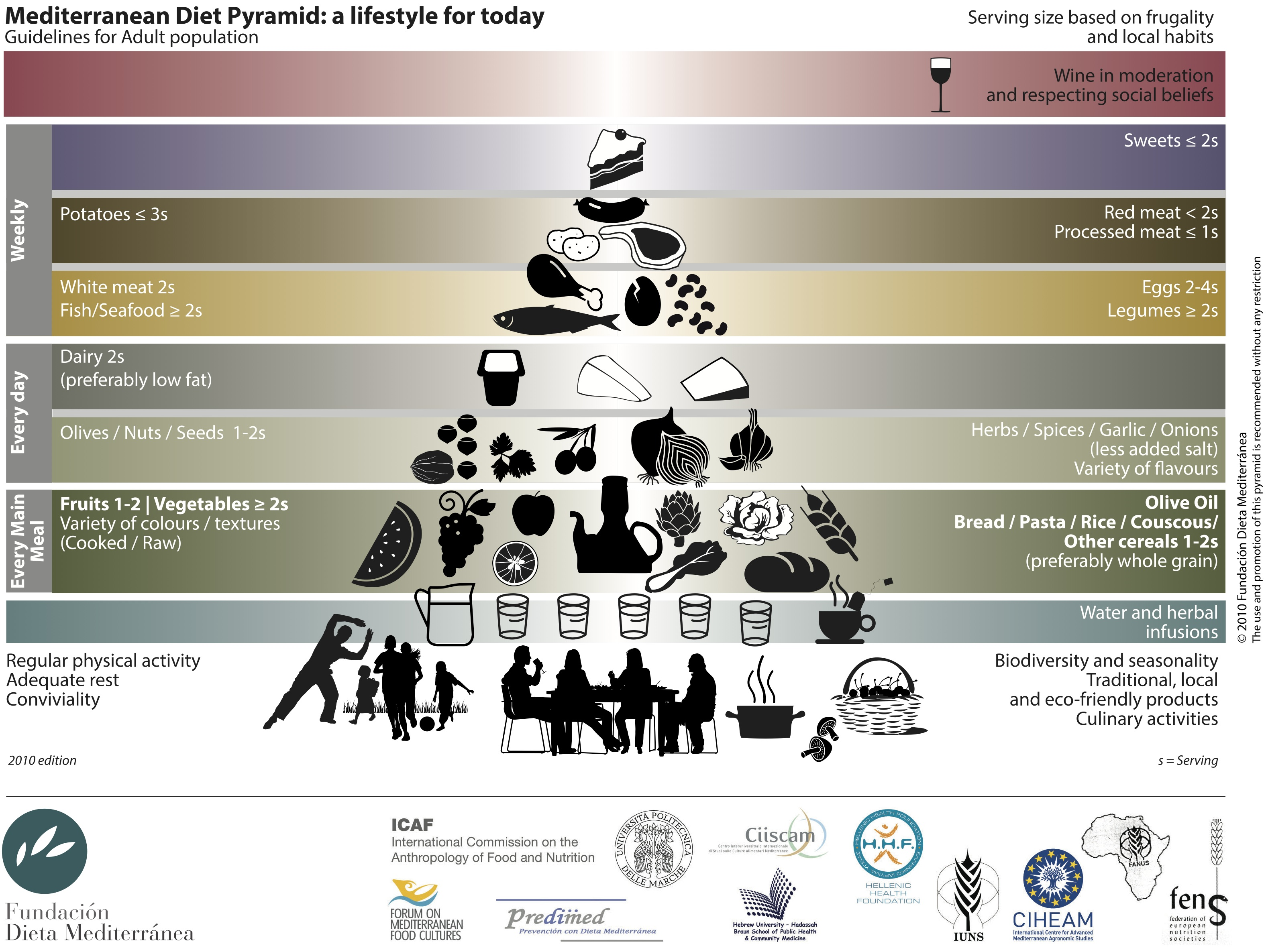
Pirámide de los alimentos según la Fundación Dieta Mediterránea

Los alimentos que se encuentran en la base de la pirámide son los que se consumen en más cantidad: verduras, hortalizas, frutas, legumbres y cereales. Estos alimentos se incluyen en todas las comidas, todos los días. Un segundo peldaño lo ocupan otros alimentos de origen vegetal, como los frutos secos, las especias aromáticas, aceitunas, raíces y semillas, así como el yogur y el queso. Todos estos alimentos se comen diariamente. En el tercer peldaño se encuentran los alimentos que se consumen a la semana: pescado, carne, huevo, dulces y patatas. La mayoría de platos tradicionales del mediterráneo, aunque no todos, se ajustan en buena medida a las proporciones recomendadas de consumo, como es el caso, por ejemplo, de los espaguetis a la boloñesa.
El aceite de oliva es el principal agente graso de la dieta mediterránea, que se usa tanto para cocinar como para servir en la mesa. Se tiene gran aprecio a los ácidos (limón y vinagre), a las «hierbas mediterráneas», al ajo y a la cebolla.
La primera pirámide de la dieta mediterránea fue desarrollada en 1993 por Oldways, aunque hoy en día la más secundada es aquella de la Fundación Dieta Mediterránea (fdm), revisada y publicada en 2010.

### Principios y valores
1. Cocina centrada en los vegetales, de los cuales se consume una gran variedad. Es una dieta principalmente vegetariana, aunque no de forma exclusiva, pues el pescado se come habitualmente y la carne se consume con poca frecuencia. Las carnes más tradicionales son aviar, porcina u ovina, y se sirven combinadas con hortalizas, y todo ello acompañado de cereal.[118][119]
2. Comida fresca, integral y estacional. La comida se compra fresca y poco manipulada. La estacionalidad rompe la aparente monotonía de una dieta centrada en los vegetales, aunque los avances tecnológicos como la refrigeración, han hecho que se pierda la noción del alimento de temporada, pues se almacenan o se transportan desde lejos.[120][118] [121]
3. Comida frugal y sobria.[3] Esta moderación es fruto de la necesidad, que a lo largo de la historia se ha dado de forma desigual, en función de las malas cosechas o guerras.[122] «la cocina mediterránea representa los milenios de lucha ingeniosa contra la corrupción de los alimentos provocada por el calor excesivo» (March et al., 1988, p. 13). Las preparaciones son sencillas allí donde se manejan ingredientes de gran sabor y calidad. En el aspecto económico, supone también un aprovechamiento al máximo de los productos. Las preparaciones culinarias pue son sencillas allí donde se manejan ingredientes de gran sabor y calidad.[123]

### Tríada mediterránea
La tríada mediterránea se compone de tres ingredientes representativos o simbólicos del Mediterráneo. Este concepto ha servido para argumentar la existencia de una alimentación común a todo el Mediterráneo. Los tres alimentos son: la aceituna (aceite), el trigo (pan) y la uva (vino).

## Cereales, pan y otros derivados
Los cereales, especialmente los integrales, son una valiosa fuente de fibra. También son la principal fuente de carbohidratos en la dieta mediterránea, junto con las legumbres y la patata. Desde la invención de la agricultura en el Neolítico, los cereales han supuesto el grupo de alimentos más consumidos por los pueblos mediterráneos. Tradicionalmente se ha asociado a cada mundo civilizado un tipo de cereal: el maíz para las civilizaciones americanas, el arroz para las orientales y el trigo para las occidentales, enmarcándose el Mediterráneo en esta última. El trigo siempre ha sido el cereal preferido, aunque no siempre podía ser el más consumido; en épocas de buenas cosechas y abundancia, el trigo monopolizaba el uso de cereales en todo el área mediterránea, mientras que las épocas de crisis, carestía, reducción del comercio o guerras, debía recurrirse a cereales menores como cebada, farro, espelta, mijo, panizo, alforfón o centeno. Históricamente, los cereales han sido la base de la dieta mediterránea, relegando al resto de alimentos a un papel secundario, casi de acompañamiento al grano.

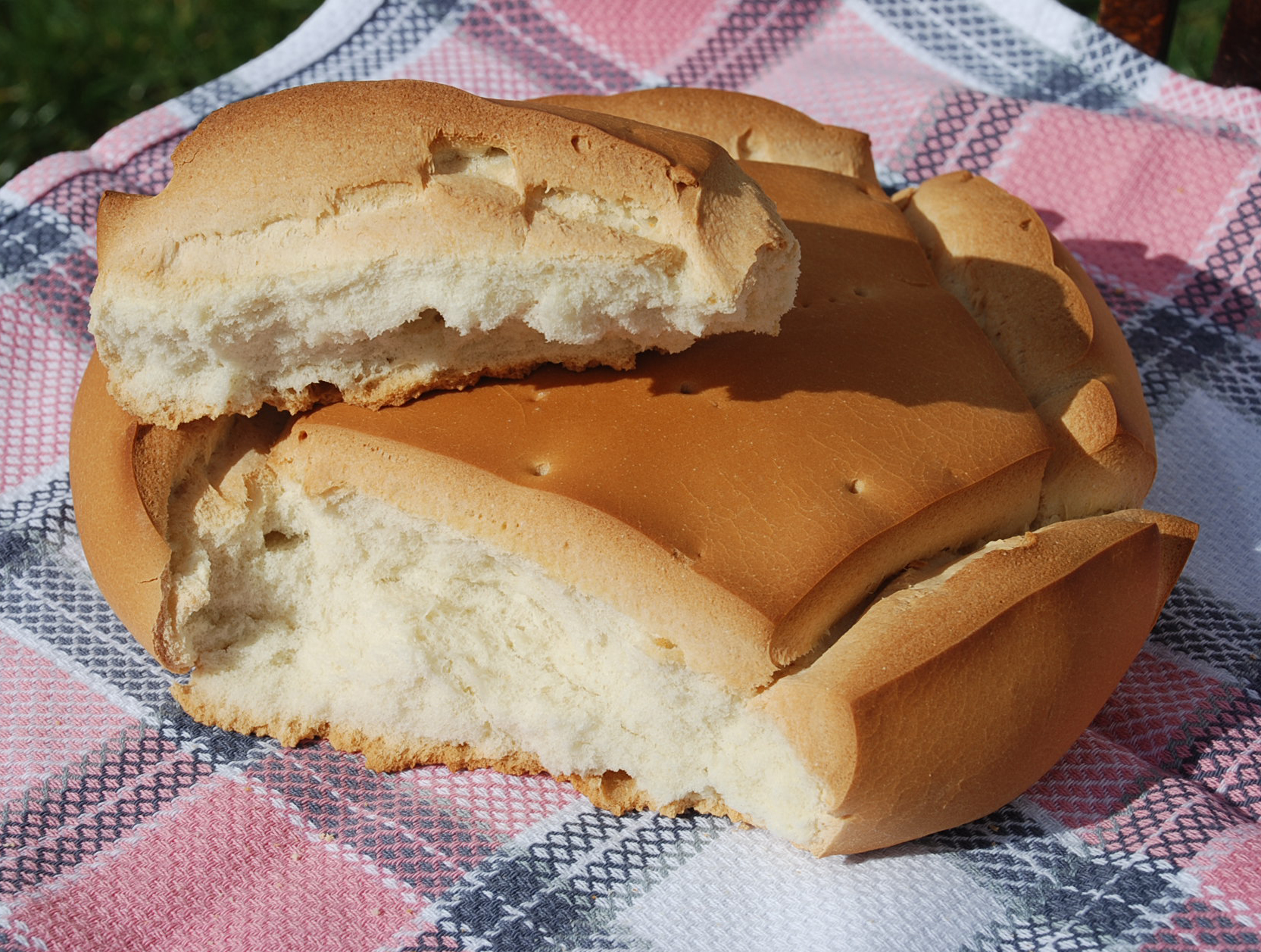
Los panes de masa dura se dan en algunos lugares del Mediterráneo debido al trigo duro, que se ha adaptado bien al clima.

En comparación con el norte de Europa, la producción mediterránea de trigo ha sido siempre muy inferior, pero ello no evitaba que fuese el cereal principal. Además, el clima atlántico del norte es propicio para una mayor gama de cereales menores, de manera que la mezcla de harinas (comuña) es más común que en el sur.

### Pan
El pan es un alimento básico y muy diversificado, considerado el alimento más consumido en el Mediterráneo en los últimos cinco siglos. En algunas épocas y lugares, la ingesta de pan ha supuesto más de la mitad de la ingesta diaria. La preponderancia del pan en la dieta es inversamente proporcional a la clase social; mientras que las élites sociales han consumido pan en pocas cantidades, los obreros y jornaleros solían basar sus comidas en el pan y el «companaje», es decir, otro alimento que le aportara cierto sabor diferencial a la monótona dieta cerealista.
Actualmente, gracias a los estudios modernos en nutrición, los alimentos integrales han sido revalorizados por contener más fibra, vitaminas y minerales, de manera son más nutritivos y saludables. Sin embargo, a lo largo de toda la historia y hasta el siglo XX, el pan blanco ha sido el más deseado por los consumidores independientemente de la clase social, y a menudo fue casi exclusivo de la más pudiente. Se entiende por «pan blanco» aquel pan hecho de harina de trigo, cuyos granos se refinan, es decir, se descascarilla para desechar el salvado o afrecho. Los pobres comían el «pan negro», es decir, integral o mezclado con cereales menores.
De los países romances son tradicionales los panes rústicos (panes de campo o de pueblo), es decir, grandes hogazas recién horneadas hechas con harinas sin refinar, como el pain de campagne francés, el pane di Matera italiano o el pa de pagès español. En los países árabes musulmanes, en cambio, son más tradicionales los panes planos con poca o nula miga como el jubz o eish egipcio-levantino o el ftir, el batbut, el matlú o la kesra, de origen magrebí.

### Pastas y cuscús

Pastas del Mediterráneo

Los posibles orígenes de la pasta son, como se ha mencionado antes (véase Historia#Siglos viii-xiv), inciertos. Italia es sin duda el país con mayor tradición de la pasta, entre las cuales algunas internacionalmente conocidas como el spaghetti, el linguine, el fettuccine, la lasagne, el orecchiette, el penne, el rigatoni, el ravioli, el tortellini, el farfalle o el fusilli. Sin embargo, las pastas se encuentran prácticamente en todas las áreas del Mediterráneo, pues solo en estas latitudes es cultivable el trigo duro necesario para hacerlas. Por sus ingredientes y su elaboración, la pasta siempre fue considerada un plato al que los pobres difícilmente podían acceder. Por ejemplo, en Italia, la pasta se consideró «comida de ricos» hasta su masificación en el siglo xx. En el resto de países mediterráneos, si bien la cultura de la pasta no es tan diversa, hay ciertos tipos ampliamente difundos, especialmente los que tienen forma de bolita (la maravilla en España, el berkūks y el cuscús en el Magreb, el maġribíe o maftūl del Levante, etc.) y los que tienen forma de fideo, bien sea de fideo corto (şehriye de Turquía, cabello de ángel en España, shaʿríe en los países árabes, etc.) o fideo largo (el kadaif del Mediterráneo Oriental, el spaghetti).
El cuscús es, en definitiva, un tipo de pasta que se obtiene de triturar los granos de trigo duro en una sémola que se aglutina a mano con movimientos rotativos y un poco de agua. El cuscús se cuece al vapor. El cuscús es tan representativo del Magreb, que sus muchos nombres en árabe y en bereber son directamente sinónimo de ‘alimento, subsistencia’. Sobre su origen, es discutido, aunque es bien sabido que el trigo duro con el que se elabora el cuscús fue llevado por los árabes al Magreb. Roger Idris señala que el cuscús se atestigua en la época hafsí, surgida a partir del siglo Xiii, pero no antes. Por ejemplo, el cuscús no se menciona en ninguna fuente zirí (siglos X-XII).
Las pastas mediterráneas se presentan en formas más singulares como las que tienen forma de arroz (el orzo del Mediterráneo Oriental, conocido también como risoni en Italia, pipti pilav en Turquía, kritharáki en Grecia, o bien los gurullos del sureste de España) o las que tienen forma de cuadraditos (la shajshuja de Argelia, la flomaria de Lemnos). Entre las pastas con forma cilíndrica cabe destacar la mbakbaka de Libia, el ditalini, el ziti de Calabria, el bucatini, el fuži de Istria o famoso canelón. En Francia la pasta es típica del área mediterránea, siendo el plato representativo el pâtes à la provençale. En Italia tienen renombre las pasta de Campania, muchas de las cuales están protegidas por ley. En España, muchos de los platos de pasta son herencia andalusí, como la fideuà y la sopa de fideos. En cambio, las babetas de Cádiz son influencia de los colonos italianos del siglo xviii.

### Gachas y polentas
Se encuentran en el Mediterráneo distintos tipos de gachas o puches, que son una especie de papilla o puré espeso hecho principalmente de cereales molidos cocinados en agua o leche y aderezados con lo que se tuviera en casa. Antiguamente era considerado un plato básico y humilde, muy extendido. En Francia es conocido como bouillie, y en Italia, la polenta es un plato tradicional italiano hecho con harina de maíz cocida en agua o caldo hasta obtener una consistencia cremosa. Los equivalentes norteafricanos son el aseeda y el bazín de Libia. En los países árabes es conocido como talbina, que da lugar a la talvina de España y Portugal.

### Otros derivados cerealísticos
- El frike, típico de las partes sur y oriental del Mediterráneo, es trigo verde (que se cosecha antes de que madure por completo) que se tuesta y se trilla para eliminar la cáscara. Es rico en fibra, proteínas y minerales y tiene un sabor ligeramente ahumado y a nuez, debido al proceso de tostado. Además, tiene un índice glucémico bajo, por lo que es bastante valorado en dietas equilibradas. Se considera un sustituto del arroz blanco, y acompaña al pollo, a las lentejas, etcétera.
- El burgul o bulgur se obtiene al triturar bastamente granos de trigo duro, seguido de una cocción breve y un posterior secado. Es típico en Turquía, Líbano, Siria, y otros países del Mediterráneo Oriental. Su digestibilidad y su calidad gustativa es menor que la del cuscús magrebí, por lo que históricamente no se le ha dado tanto uso.[136]
- La tchicha es una sémola gruesa de cebada (o a veces de trigo) que se utiliza principalmente en las cocinas marroquí y argelina. Se suele consumir como desayuno o merienda, en forma de papilla o gachas, preparada con agua o leche , azúcar, mantequilla, miel, canela o agua de azahar. Pero también se puede utilizar como base para sopas o potajes, sustituyendo al bulgur o el cuscús. La textura de la tchicha es más rústica y densa.

## El olivo, la aceituna y el aceite
El aceite de oliva, obtenido de la aceituna, fruto del olivo, es uno de los elementos representativos de esta cocina, pues el Mediterráneo alberga la mayor producción y consumo mundial de este producto. Varios autores como Josep Pla distinguen la «cocina del aceite» —la mediterránea— con la «cocina de la manteca», estableciendo una dicotomía entre el sur y el norte de Europa. El área mediterránea no es propicia para la cría de ganado como lo es el norte de Europa, pero en cambio posee el clima idóneo para el cultivo del olivo. Por este motivo el aceite de oliva ocupa el nicho culinario de la mantequilla. Por su valor simbólico, el olivo es considerado el «árbol nacional» de hasta cinco países mediterráneos: Albania, Grecia, Israel, Palestina y Siria.

### Oleicultura
Hace unos 6 mil años, el acebuche (olivo silvestre) era un arbusto que crecía de forma espontánea por la cuenca mediterránea. Sus frutos apenas proveían aceite, pero el fitomejoramiento llevado a cabo por generaciones de hombres lo volvieron en un árbol frondoso de frutos gordos. El cultivo del olivo se inició en el mencionado periodo en Persia y Mesopotamia. Se extendió desde allí a las áreas cercanas, y se ha cultivado desde la edad de bronce temprana (hasta el 3150 a. C.) en el sur de Turquía, el Levante y Creta. Llegó a la península itálica alrededor del 800 a. C., y acabó de expandirse por todo el Mediterráneo con los romanos, alcanzando su auge comercial hacia los años 140-165 d. C. Es un árbol de lento crecimiento, pues da sus primeros frutos a los quince años, y su periodo de plenitud productiva se extiende hasta los 140 años, llegando a ser centenario varias veces. La cosecha se da entre noviembre y marzo, y puede ser «a ordeño» (a mano) o vareando los árboles, extendiendo lonas a sus pies para recoger las aceitunas que caen. Para evitar su atrojamiento, los frutos son prontamente enviados a la almazara, en donde se prensan para extraer su aceite.
Actualmente, los diez países con las mayores cosechas (en 2011) están cerca del Mediterráneo (Portugal es el décimo más grande): juntos, producen el 95% de las aceitunas del mundo. El olivo ofrece aceite de oliva y frutos amargos, que se hacen comestibles por curado y fermentación. Alrededor del 90% de los frutos (1996) se destinan a la producción de aceite, que se consume con fruición sobre todo en la región Mediterránea: en 2014, el país donde se registró el mayor consumo fue Grecia, con diecisiete litros por cabeza; seguido por Italia, con doce litros; y España, con tres[cita requerida] En Estados Unidos, en comparación, el consumo fue de un litro por cabeza.

### Usos del aceite
Se usa crudo como aderezo y caliente para frituras y confituras. Es capaz de conservar sus propiedades organolépticas (color, sabor y aroma) incluso si se somete a altas temperaturas. Puede alcanzar los 185 °C sin descomponerse. El aceite en rama, también llamado «nuevo» o sin filtrar, no se puede usar para freír, ya que las partículas orgánicas que lo componen tienden a oxidarse con altas temperaturas.

### Nutrición
El aceite de oliva, a diferencia de la mantequilla o de otros aceites, se compone de grasas simples, más saludables y fáciles de digerir. Los aceites de semillas no tienen tanto contenido de ácido oleico como el de oliva (82%), grasa monoinsaturada que aumenta los niveles de HDL (lipoproteínas de alta densidad, «colesterol bueno»). En el Mediterráneo, el aceite se suele clasificar en tres calidades: el aceite de oliva virgen extra se usa para aderezar ensaladas y otros platos fríos; el aceite virgen es de uso cotidiano; el aceite de baja calidad se usa para freír. Cuanto mejor el aceite, más baja su acidez.

### Otras fuentes de grasa

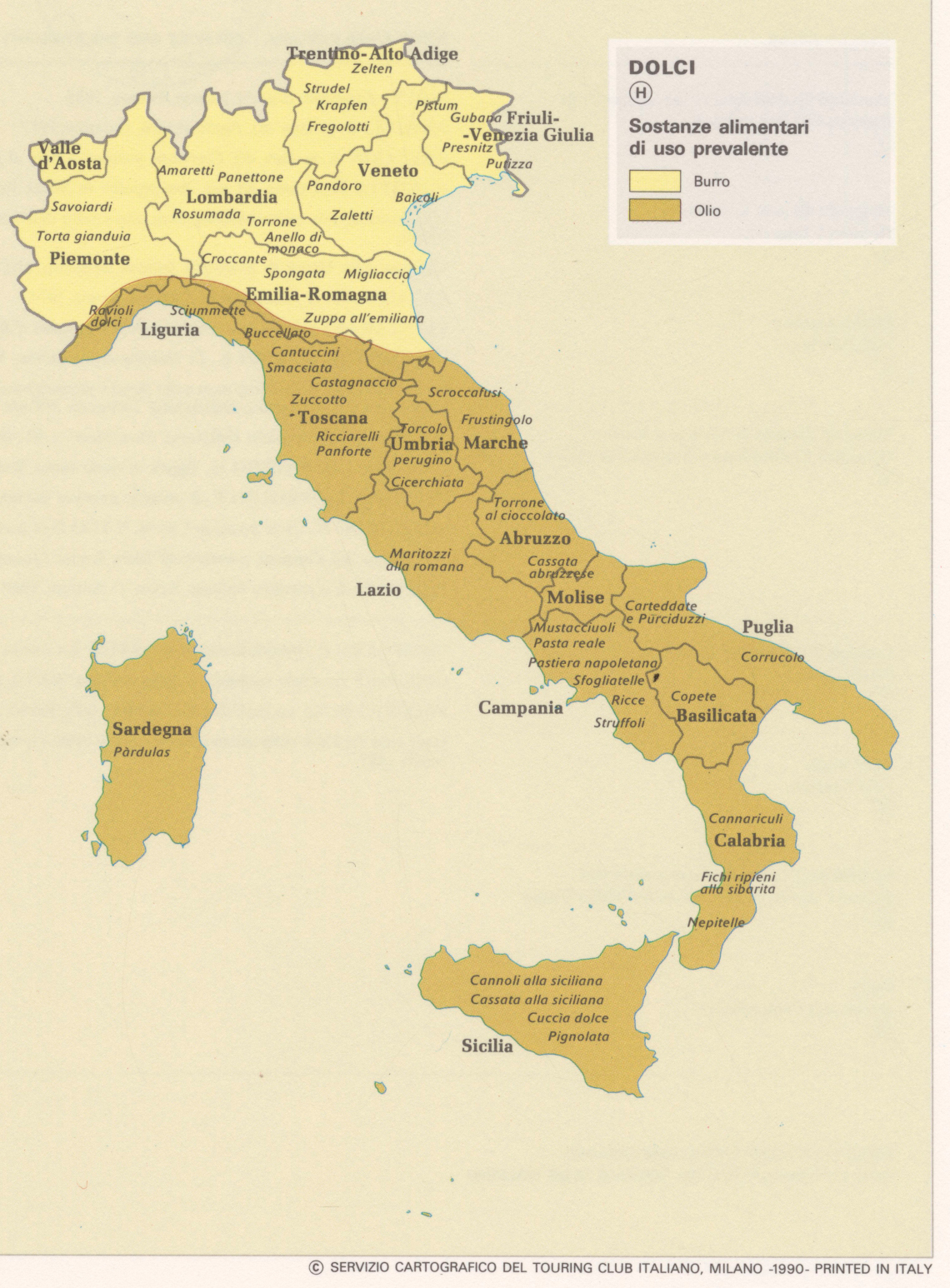
La mantequilla es la grasa preferida en el norte de Italia. En el resto del país lo es el aceite de oliva.

Aunque es la grasa más representativa de la alimentación mediterránea, el aceite de oliva no siempre ha sido la más consumida. En zonas no olivareras, especialmente zonas montañosas del interior, el aceite de oliva ha sido siempre poco común, por lo que las partes grasas y blancas del cerdo eran en estos lugares el condimento principal. En Europa, la mantequilla era un producto más caro, y por lo tanto asociado a las clases altas. Las clases populares cocinaban principalmente con manteca de cerdo o aceite de oliva. Según Jesús Contreras, la manteca de cerdo y de otros animales ha sido para el campesinado la grasa más común para cocinar hasta hace menos de cien años. Las clases populares solían reservar el aceite de oliva para el consumo crudo, como en ensaladas u otros aperitivos. Otras fuentes grasas que se pueden encontrar en la Cuenca Mediterránea son:
- El aceite de argán en la región de Sus, Marruecos.
- La mantequilla de leche de burra.
- La mantequilla clarificada es muy usada en Egipto y el Levante, donde es conocida como samne o gui, y en el Magreb, donde se le llama smen.

## Otros vegetales

### Verduras
Aunque aportan poco valor energético, las verduras son en cambio ricas en vitaminas y minerales de todo tipo: potasio, magnesio, hierro, zinc, magnesio... Parte de éstas se pierden en el proceso de cocción (en especial las vitaminas A y C), por lo que se recomienda comer las verduras tanto cocidas como crudas en ensaladas. Para evitar la pérdida de las vitaminas y minerales, se evita siempre el fuego alto. Las vitaminas son compuestos volátiles, que fácilmente se pierden tras alcanzar la maduración, iniciando la descomposición. La buena verdura está madura, fresca, frágil y húmeda al partirse. Las ensaladas y las frituras de verduras se puede encontrar por todo el Mediterráneo, y también es típico en la mayoría de países el sofrito, que consiste en freír suavemente verduras troceadas en aceite de oliva y especias. Las verduras y hortalizas típicas mediterráneas según la estacionalidad:
- Verduras de invierno: acelgas, espinacas, col, coliflor, brócoli, puerros, alcachofas, escarola, nabo, apio, cardo
- Verduras de primavera: espárragos, lechugas, rábano, alcachofa, y al final de la primavera, el pepino
- Verduras de verano: tomates, pimientos, calabacín, pepino, judías verdes (ejotes), maíz, lechugas y el melón amargo (típico en algunas zonas)
- Verduras de otoño: calabaza, boniato (batata o camote), setas, remolacha, apio, brócoli, acelga, y a principio de otoño, todavía los pimientos.

La noción de la estacionalidad se ha perdido en gran medida en el último siglo, gracias a las mejoras tecnológicas y agronómicas. Aun así, hay algunas verduras que se pueden encontrar naturalmente todo el año, como la zanahoria, la cebolla o la berenjena.
Muchas verduras de hoja como la mulujía y otras de la familia de las malvas se recolecta en primavera, único momento en que se consumen frescas, o tras las lluvias. Otra hierba comestible que se encuentra al borde de los caminos es la verdolaga que se come fresca en ensaladas, o la malva común, que en el Mediterráneo europeo se consideran maleza. En España y Portugal, se comen pamplinas, ortigas, borrajas o acelgas. Todos los mediterráneos comparten una serie de plantas silvestres comestibles, pero con relevancia desigual según la región, así como diferentes usos culinarios. Por ejemplo, en Grecia se conocen colectivamente como χόρτα horta, la bleda, la rabaniza negra, el diente de león y muchas más, y se suelen hervir, enfriar y luego aliñar con sal, aceite y limón. En Liguria, la cerraja, la borraja, la cosconilla, las hojas de remolacha y otras tantas se recolectan en grandes cantidades y se cuecen para hacer preboggión, una masa de hojas verdes pochadas usada para condimentar sopas y salsas o bien como relleno de ravioles. En la Toscana se conoce como erbe di campo, pero es que en casi en todas las regiones encontramos equivalentes. Entre los cristianos, las hierbas cobran especial relevancia durante el periodo de la Cuaresma.

### Legumbres
Las legumbres se suelen consumir entre tres y cuatro veces por semana, pues son una fuente fundamental de proteínas, fibra, minerales e hidratos de carbono complejos, entre otros. Sin embargo, en los últimos años su consumo ha descendido porque toma tiempo cocinarlas y son consideradas «comida de pobre». En el grupo de leguminosas o legumbres tradicionales del Mediterráneo destaca el garbanzo, originario del área mediterránea, y las lentejas. Las legumbres se consumen sobre todo en invierno. Algunas legumbres com las habas y los guisantes son frescos en la primavera, pero se consumen secos todo el resto del año. También se consumen ampliamente las judías, frijoles o alubias en todas sus variedades.  La alubia de ojo negro es la única que se come en el mediterráneo desde la Prehistoria, el resto de variedades de judía se importaron desde América.

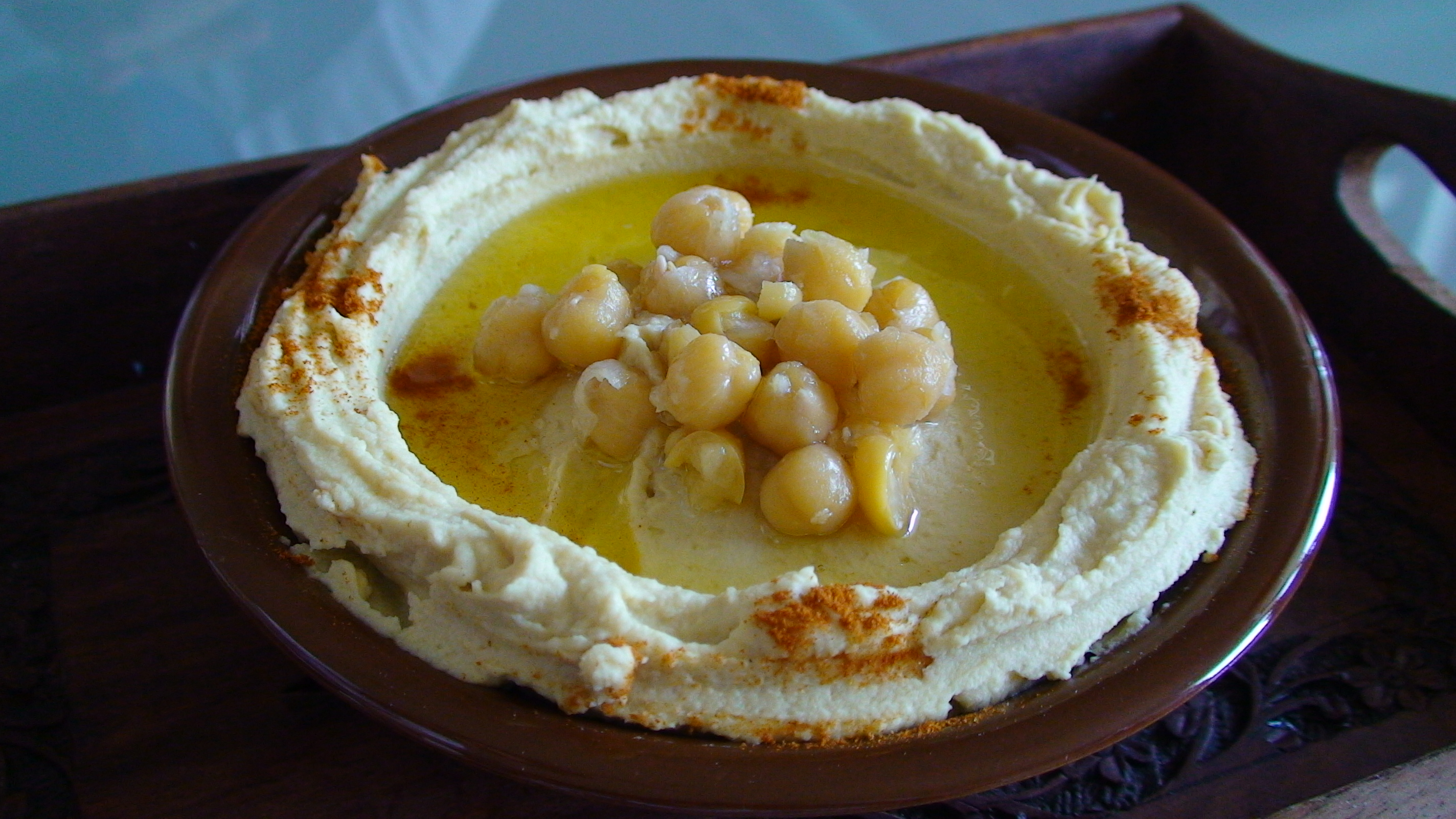
El ḥummuṣ es una pasta de garbanzo extendida a muchas regiones del Mediterráneo. Se consume como aperitivo, acompañado de pan, o como salsa.

El garbanzo es una legumbre originaria del Mediterráneo oriental. Está muy arraigado en todas las cocinas mediterráneas, en , legumbre básica en el mediterráneo, cuenta con dos formas principales de preparación: en el mar occidental se cocina entero en guisos y cocidos, mientras que en el oriental se aplasta y se hace pasta. En el Mediterráneo occidental, unas contundentes masas horneadas de harina de garbanzo se denominan calenticas en Orán, kalinté en Tánger, y calentitas en Gibraltar y fueron difundidas por los sefardíes. Similares son la socca de Niza, el fainè de Sardeña o la fainá de Génova, conocida como farinata en otros puntos de Italia.
El mayor inconveniente de las legumbres es su escasa digestibilidad (65%), por lo que algunas personas no las toleran bien. Es sabido que provocan sensación de pesadez y flatulencias. Pero esto puede evitarse seleccionando variedades de la propia legumbre de mejor calidad, o bien tomadas en puré, o bien con una generosa masticación. Si la persona goza de buena salud y la legumbre es de buena calidad y está bien cocida, la digestibilidad será normal.

### Fruta
Los países mediterráneos son grandes productores de frutas, las cuales constituyen el postre por antonomasia de la dieta mediterránea. También se incluyen en desayunos, meriendas, almuerzos y cenas. La disponibilidad de frutas se da todo el año, pero es en verano cuando cobran especial relevancia en la alimentación cotidiana. Las frutas en el Mediterráneo se consumen casi a diario, normalmente frescas, o bien en mermeladas, postres o como ingrediente de varios platos. Sobre todo si se comen crudas, las frutas son una fuente importante de vitaminas, azúcares y sales minerales. Las frutas más antiguas del mediterráneo son la uva, el higo y la granada. Otras frutas mediterráneas más comunes son: los cítricos, las peras, manzanas, membrillos, la sandía, el melón y las frutas de Prunus, como el melocotón, el níspero, la nectarina, el albaricoque o la ciruela.
Gracias a la globalización alimentaria, es común ver en los mercados mediterráneos frutas que no pueden ser cultivadas localmente a razón del clima, como la piña, la carambola, el plátano o la papaya.

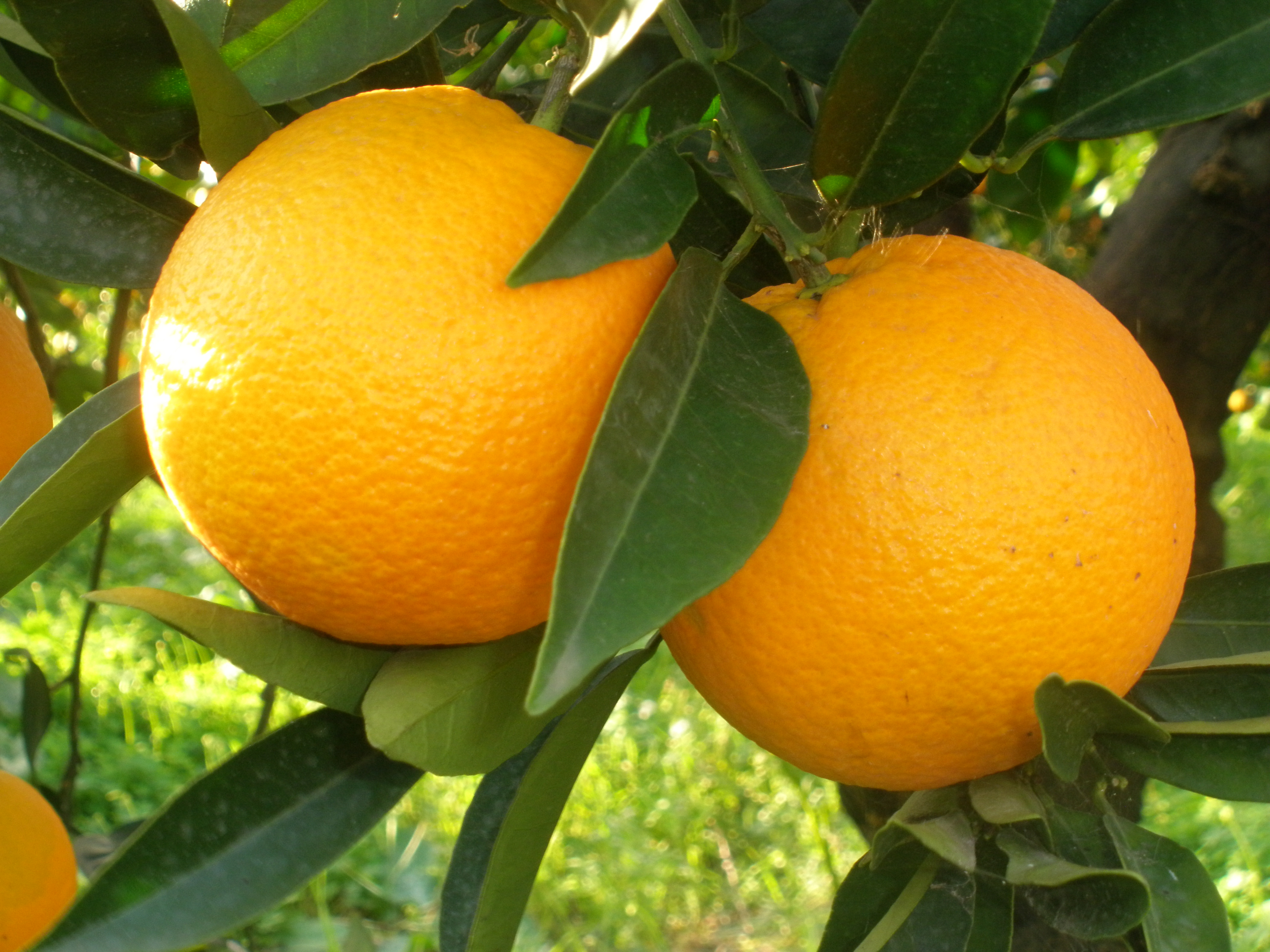
La naranja de Sicilia, cosechada entre enero y abril, es conocida por su sabor dulce e intenso y fue protegida con un sello igp.

Las frutas mediterráneas según la estacionalidad:
- Frutas de invierno: manzana, pera, naranja, mandarina, limón, pomelo, kiwi, chirimoya, granada.
- Frutas de primavera: frutas del bosque (fresas, frambuesas, etc.), níspero, y a finales de primavera, cereza, albaricoque, ciruela
- Frutas de verano: manzana, pera, melón, sandía, higo, melocotón, nectarina, arándano, paraguayo, ciruela.
- Frutas de otoño: manzana, pera, membrillo, higo, granada, uva, caqui o persimón.

### Frutos secos
Son ricos en proteínas, calcio, hierro y una cantidad de grasa que oscila entre el 50 y el 60%. Por lo tanto, estamos hablando de un alimento de alto valor energético. En grandes cantidades pueden ser indigestos, pero tomándose habitualmente en pequeñas dosis es una fuente formidable de nutrientes.
Se pueden descascarar y tostar para usarse como ingrediente, como es el caso de piñones y nueces, o bien se pueden asar con cáscara, como las castañas. Las almendras se escaldan antes de ser peladas.
Los frutos secos más comunes en el mediterráneo son las almendras, las avellanas y los piñones.
En las áreas montañosas cobran especial relevancia las castañas, bellotas, etcétera.

## Productos animales

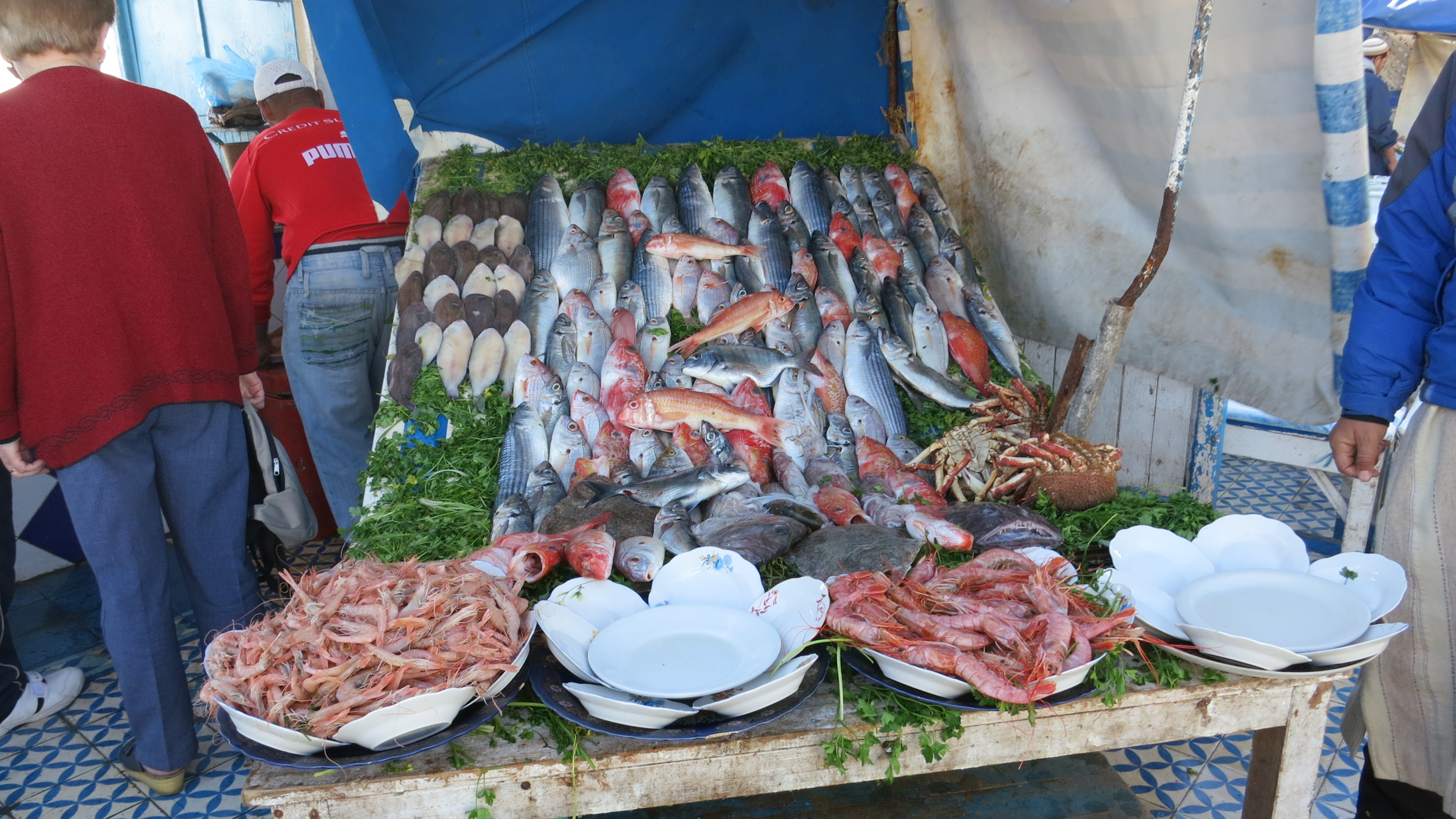
Pescadería en Esauira, Marruecos

### Pescado y marisco
Los pescados son de vital importancia en la dieta mediterránea, especialmente (pero no exclusivamente) en la costa. Los pescados del mar mediterráneo se clasifican en dos tipos: blancos y azules. Los pescados azules son ricos en ácidos grasos poliinsaturados y varios estudios apuntan a que ello baja los niveles de colesterol y mejora el sistema sanguíneo, hasta el punto que se recomiendan para personas con padecimientos cardiovasculares. Los países donde el pescado tiene más tradición son Portugal y España, que ocupan el puesto tercero y segundo respectivamente en el ránking internacional de consumo de productos del mar, solo por detrás de Japón. En gastronomías como la de Creta, Sicilia, Túnez o Chipre, los productos del mar conforman una gran parte de la dieta. En cambio, en zonas del Levante mediterráneo es menos común o limitado al litoral. Por ejemplo, en Damasco o Amán es difícil encontrar pescaderías. La sardina es poco común en el Mediterráneo oriental, en cambio se come mucho en España, Francia e Italia, en donde se consumen a la parrilla, al horno, fritas o en escabeche. Los cangrejos se usan en sopas y guisados. El pulpo se suele desecar tendido al sol. El calamar, la sepia también son cefalópodos comunes. En cuanto a crustáceos destacan la gamba y el langostino. La pesca del atún es típica de Sicilia occidental, también practicada en las costas de España, el Magreb y Cerdeña. El atún rojo es uno de los pescados más valorados del Mediterráneo pero se encuentra en peligro de extinción. En Andalucía se pescan con la técnica tradicional de la almadraba, un sistema de redes sumergidas de origen fenicio.
En lo que respecta al agua de este mar, entran desde el Atlántico para no volver a salir, ya que el Mediterráneo es deficitario y se evapora rápidamente, convirtiéndose en un mar mucho más salino que el primero. Esto también provoca que las mareas sean más débiles, así como una mayor concentración de residuos y contaminantes. El agua que pasa por Gibraltar, llega en tres semanas frente a Argel, y en pocos meses pueden dar una vuelta completa al Mediterráneo occidental. Más allá del estrecho de Messina, hay otros dos ejes de aguas: el mar Adriático y el Mediterráneo oriental. Este último es francamente cálido, alcanzando los 28 °C en verano como un mar tropical. El mar mediterráneo es un pobre en nitrógeno, fósforo y otras sales que la vida marina necesita, y por ello los corales escasean y las algas son enanas en comparación con las del océano abierto.
Todas estas particularidades han obligado a la flora y fauna marinas a adaptarse, y hoy se estima que entre el 20 y el 25 % es endémica mediterránea. Cuando se abrió el Canal de Suez en el siglo XIX, el mar rojo se convirtió en otro tributario del Mediterráneo, ya que hay una diferencia de unos 10-20 cm entre el nivel del mar de ambos. La apertura de Suez también provocó la migración lessepsiana de flora y fauna índica adentro del Mediterráneo.

### Carne
El clima seco y los terrenos pequeños típicos del Mediterráneo han contribuido a que la carne se considerase como un alimento de lujo y que se reservaba para eventos especiales como bodas, navidades, u otras fiestas. En la dieta mediterránea, la carne casi siempre se sirve combinada con alimentos vegetales. Las carnes de cordero y de cabra son la que históricamente más arraigo tiene en el Mediterráneo; también la de cerdo en áreas cristianas; la de vaca ha sido menos frecuente pero también se da; las aves de corral y de caza son también una fuente de proteínas común. Tradicionalmente la carne se ha consumido fresca tras la matanza, y el resto del año en forma de embutidos o salazón. La carne es una fuente de valor energético, minerales y proteínas de buena calidad, pero también tiene un aporte elevado de colesterol y grasas. La cantidad y la calidad de las grasas animales dependerá de la pieza, del animal, de su edad, etcétera.

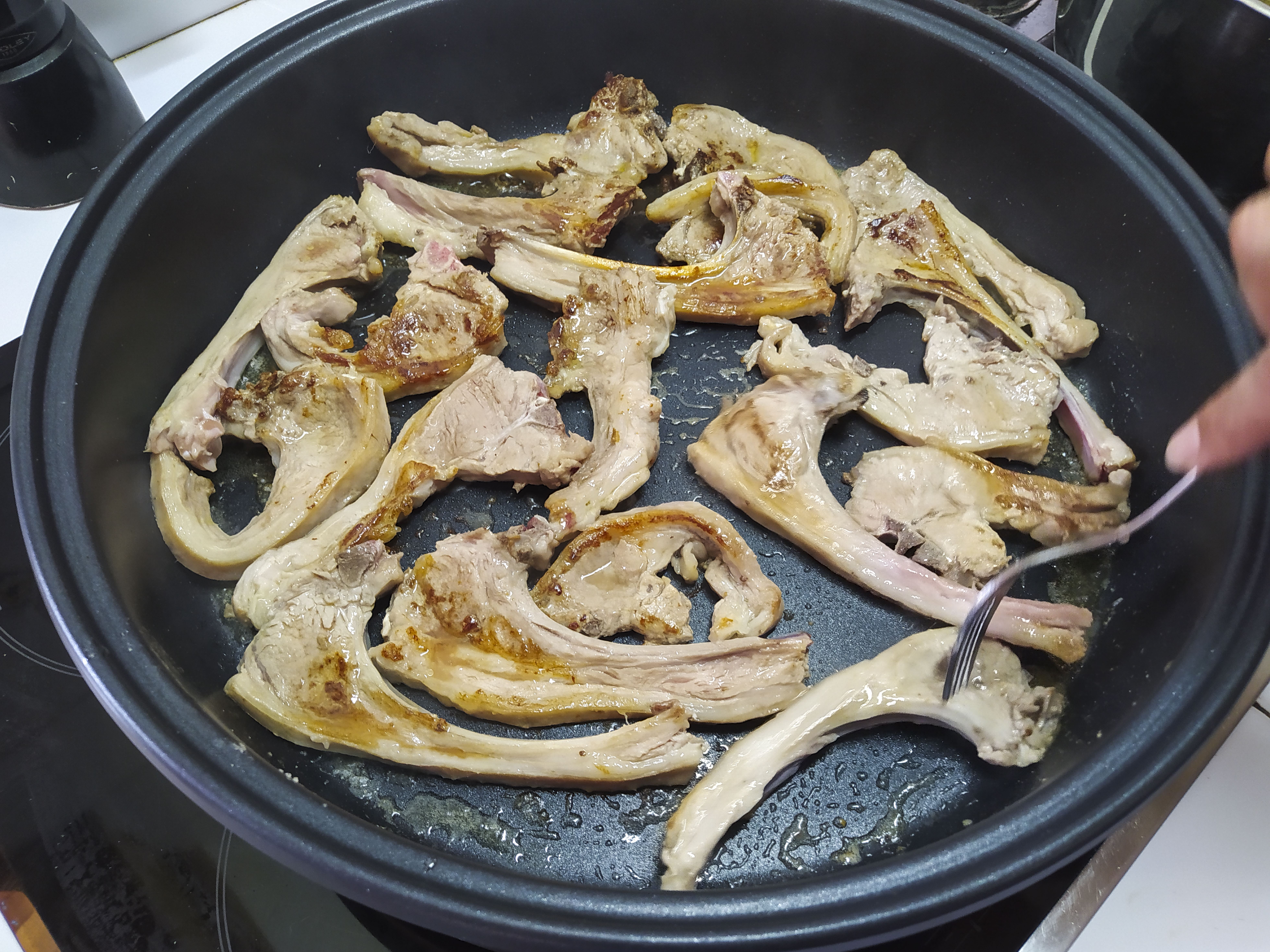
Chuletas de cordero.

Como se ha comentado, la carne ovina y caprina es la que más se ha consumido históricamente en el Mediterráneo. Al ser dos carnes duras y de sabor fuerte, es común que se adoben, se escabechen o se cuezan a fuego lento (meshwi del Magreb, kleftiko de Chipre, janjetina s ražnja en Dalmacia, kuzu tandır de Turquía, mansaf del Levante, caldereta manchega). En cuanto a las carnes de caza, se emplea poca carne de caza mayor y sin embargo algo más de caza menor, como el conejo, la liebre o la perdiz. Otras aves son las codornices, las palomas torcaces o los tordos, como en la fritada de tordos de Portugal, los tordos a la paisana de Francia o los tordos en hoja de vid de Sicilia.
Se han dado en el Mediterráneo muchas formas de conservar la carne, convirtiéndola en embutidos ahumados o curados: el salame de Milán, el jamón de Parma o el jamón serrano, la salchicha calabresa, la secallona o fuet, la bresaola o el chorizo son algunos ejemplos. Los animales de caza suplen la escasez durante el invierno.
Una forma común de presentar la carne en el área mediterránea es en brocheta a la parrilla, como es el caso del shish kebab turco, el pincho moruno español o el arrosticino italiano.

### Lácteos
Los derivados lácteos son un grupo de alimentos importante en la dieta mediterránea. El consumo de la leche líquida no está tan extendido como en el norte de Europa, pues en el calor del Mediterráneo favorece su rápida fermentación, haciendo que sean más tradicionales los quesos y el yogur. Las mejoras tecnológicas en conservación de la leche y la difusión del refrigerador han revertido esta situación, haciendo que la leche líquida sea ya tan común.
El yogur es originario de Turquía, aunque es tradicional de todo el Mediterráneo oriental desde hace siglos. Se utiliza en salsas, platos de verdura, carne o frutas, y hasta bebidas como el ayran. En especial, el yogur colado, llamado también yogur griego o labne es ingrediente de muchos platos de la zona. En cambio, en el Mediterráneo occidental, el yogur fue introducido a partir del siglo xx. La producción quesera se vuelve notable en zonas de pastoreo, como las mesetas centrales de Turquía y de España. Del lácteo se aprovecha todo y del suero de leche, residuo del proceso de elaboración del queso, se obtiene el requesón (en España) o ricotta (en Italia). Los lácteos grasos como la mantequilla, la nata y sus derivados, no se recomiendan en la dieta mediterránea tradicional pues son una concentración de ácidos grasos saturados.

### Huevos
El huevo de gallina es un alimento básico en el Mediterráneo, considerado una fuente de proteínas esencial. En cocina, el huevo es considerado el gran comodín debido al enorme repertorio de recetas que ofrece. Los huevos se usan en la elaboración de pastas, pasteles, masas, rellenos y tortillas. Además, en las culturas del Mediterráneo, tienen un valor simbólico durante los festejos, como alegoría de la fertilidad. Es el caso de la mona de Pascua, el coccoi a pitzus, o el pan de mŷāmaʿa (ﺧﱫ اﳌﺠﺎﻣﻊ) entre otros alimentos rituales.

## Especias, condimentos, aliños y salsas

### Hierbas mediterráneas
Ciertas hierbas y plantas olorosas crecen naturalmente en el clima mediterráneo y son estas las que han acabado determinando el matiz aromático de la comida mediterránea. Se consumen tanto frescas como secas, pues el desecado no afecta a su valor aromático. Las más conocidas son el tomillo, el romero, el orégano, la mejorana, la albahaca y el laurel, que en conjunto reciben el nombre de «hierbas provenzales», ya que fue Francia el primer país en popularizarlas. En la Provenza francesa, las hojas secas se reúnen en un atadillo denominado bouquet garni. La lavanda, la salvia y el estragón también puede formar parte de las hierbas provenzales, aunque son menos comunes. Algunas de estas plantas son caducifolias y por lo tanto se restringen a ciertas épocas del año. Es el caso del hinojo (primavera), el anís y el eneldo (primavera y verano) o el perifollo (otoño).

### Aliños, adobos y escabeches
En el Mediterráneo se da un gusto común por el vinagre, empleándolo no sólo como aliño de ensalada sino que llega a condimentar algunos platos de pescado y algunos productos en escabeche, como las sardinas o los mejillones. El escabeche, que no es más que una mezcla de aceite y vinagre aromatizados, es además un método de conservación gracias a la acción del ácido del líquido.

### El sofrito

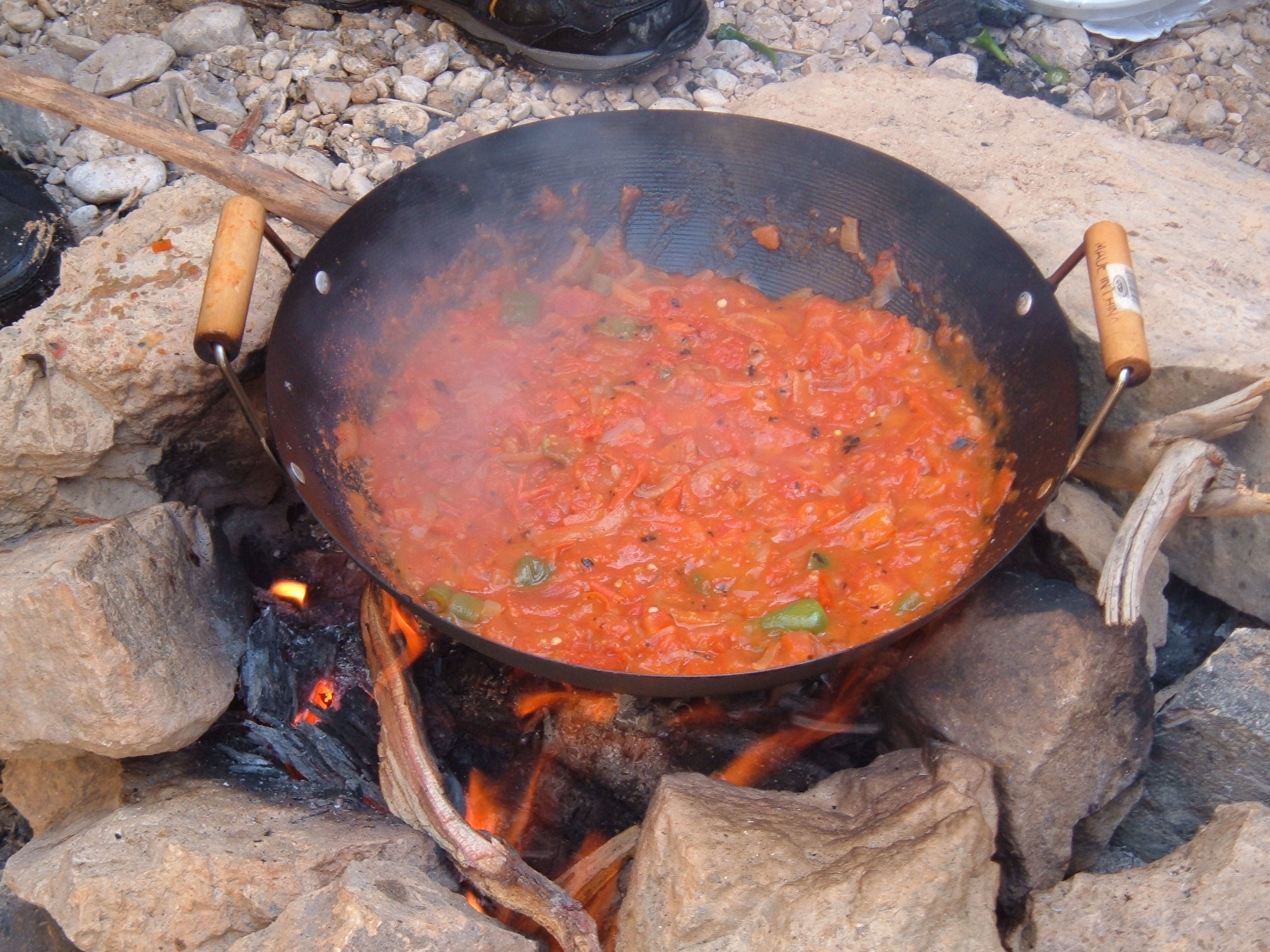
La cazuela de tomates (qalayet bandora) es una sencilla y popular receta jordana de tomates, cebollas y pimientos sofritos en aceite de oliva. Preparaciones casi idénticas se pueden encontrar en todas las regiones del Mediterráneo.

El sofrito es una preparación básica de distintas cocinas regionales del Mediterráneo que no es más que una forma de dar sabor al plato con varias verduras u hortalizas. Los sofritos más antiguos incluyen cebolla, ajo, puerro, apio, y se aromatizan con laurel, a veces vino blanco. En España se conocen como bresa y en Francia como mirepoix.
El sofrito cambió completamente con la llegada del tomate, que pasó a ser un ingrediente protagonista. El tomate frito en aceite de oliva se asocia con menor riesgo cardiovascular debido a la liberación de los antioxidantes licopenos de la pulpa del tomate. Análogos son la makbuba de Túnez, la kunserva de Malta, el soffritto de Italia o el qalayet bandora (قلاية بندورة) en Jordania.

### El picante
Todos los frutos de Capsicum, sean dulces o picantes, provienen de América. Cuando se conocieron en el Mediterráneo, fueron comparados con la pimienta, especia de origen asiático considerada de lujo, que dotaba a los platos de un ligero picor, y de ahí que a los primeros se les denominase «pimientos». No se volvieron comunes en la cocina popular mediterránea hasta el siglo xvi. Mientras que los pimientos dulces o morrones se difundieron rápidamente, los picantes encontraron aceptación o rechazo según el lugar. 

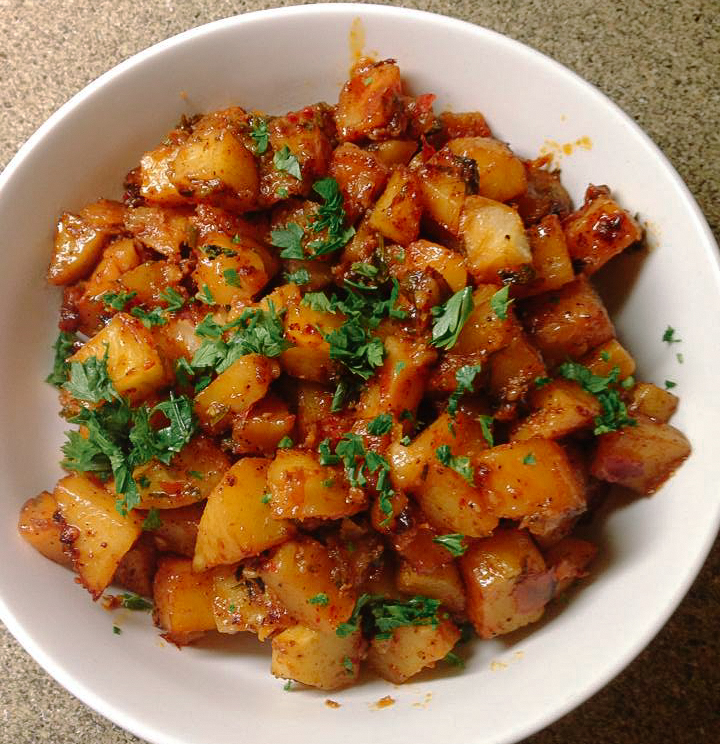
Salsa dersa, una salsa picante tunecina.

La pungencia no es un aspecto atribuido a la cocina mediterránea, pero existen algunos sitios concretos donde sí gusta. Túnez es posiblemente el país mediterráneo cuya cocina es más picante. Esto gracias a la harissa, una mezcla seca y pulverizada de pimientos picantes, tomate y ajo, elevada a plato nacional, que se incluye en muchos guisos como el cuscús. Mientras que los magrebíes incluyen el picante en platos como la dersa o la chermula, los españoles lo hacen en las patatas bravas, los sirios y turcos con el pul biber y los italianos agregan peperoncino en la comida para hacer platos alla diavola. 
En el sur de Italia, los sabores picantes también tienen una tradición bien arraigada. Por ejemplo, el ají es un ingrediente fundamental de la gastronomía de Calabria, y es considerado el «oro rojo» calabrés. Se usa para hacer embutidos como la 'nduja y salsas como la confettura calabrese. En la región de Basilicata es costumbre secar ajíes (peperone crusco) y cocinarlo con bacalao, carnes o pastas. En Nápoles, la comida picante se puso de moda a finales del siglo xix, y de esa época derivan algunos platos picantes actuales como el scapece de calabacines o la spiritosa di pastinache.

## Prácticas

### Técnicas culinarias
En cuanto a las técnicas culinarias más «típicas» del Mediterráneo, dos autores se han atrevido a ennumerarlas: Paul Balta diceque son majar, picar, hojaldrar y rellenar, aunque reconoce que con importancia desigual. Sobre el majado, hay que evidenciar la gran diversidad de morteros y almireces en todas las orillas. El mortero italiano es de color blanco porque se hace con mármol de Carrara. El mortero español es de terracota esmaltada, típicamente amarillo con manchas verdes. El almirez magrebí es de metal, igual que el havan turco. En cuanto al hojaldrado, las mejores expresiones son la warqa marroquí, la masa phyllo griega y la yufka turca, todas muy apreciadas en sus países. El hojaldre se logra estirando la masa, primero con rodillo y luego con las manos, pacientemente hasta que esté extremadamente delgada, casi transparente. Al parecer esta técnica tiene un origen árabe, y luego fue adoptado por los turcos. Con el imperio otomano se difundieron a las áreas circundantes los hojaldres, los rellenos y otras muchas técnicas, platos e ingredientes, que a menudo hoy los autores llaman colectivamente «cocina del Mediterráneo oriental». La segunda autora que también ha listado los procedimientos culinarios mediterráneos más representativos es González Turmo, que además lo ha hecho dos veces; En 1998, dijo que las técnicas que definen el Mediterráneo son majar, trocear, triturar, redondear, aliñar, adobar, cocer y estofar. En 2005, amplió la lista: majar, tritutar, adobar, untar, rebozar, empanar, mechar, picar, redondear, rellenar, aliñar, cocer, estofar y freír. La fritura, especialmente la fritura en abundante aceite, se considera una técnica culinaria de calle, o bien reservada para eventos especiales. En la cocina casera, se prefiere a la plancha, es decir, con poco aceite.

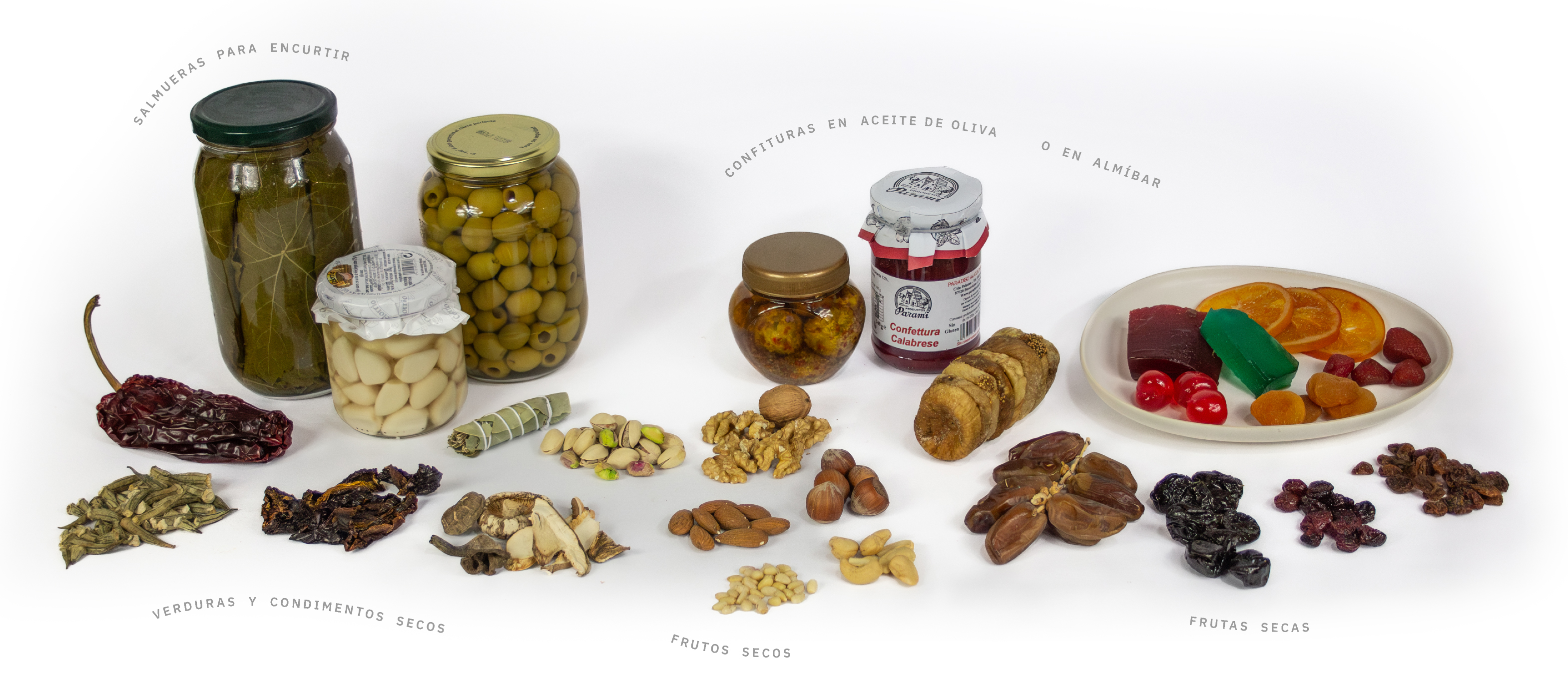
Conservas, confites y productos secos del Mediterráneo.

Otra técnica culinaria habitual en el Mediterráneo es el relleno, en palabras de Balta, «los mediterráneos tienen tendencia a rellenarlo todo»: pescado, cordero, gallina y otras aves, hortalizas, champiñones y hasta huevos. A menudo se rellena con arroz, carne o una combinación de ambas, y a menudo aromatizado con hierbas. Las conservas también son una técnica clave para prevenir la rápida degradación provocada por el sol mediterráneo. Se conservan en aceite aceitunas, alcaparras, atún, anchoas, pimientos picantes o no, etcétera. Como toda cocina tradicional, las cocinas mediterráneas «representan milenios de lucha ingeniosa contra la corrupción de los alimentos».
Una preparación vegetariana bastante extendida consiste en sofreír o asar tomates, pimientos morrones, berenjenas, cebollas o ajos para formar una especie de puré, que según el caso se sirve frío, tibio o caliente. La versión occitana es la ratatolha (adoptada en francés como ratatouille), muy similar a la caponata siciliana, el zaʿalūk marroquí, la mashwía tunecina, la sanfaina catalana, el pisto manchego o los «siete países» sirios. Una versión antigua es la alboronía, que debe su nombre a quien lo ideó, Burán bint al-Hasan, esposa del califa Al-Maʿmún. En varios países musulmanes, una receta parecida es la llamada shakshuka, que con leves variaciones se encuentra en la cocina turca como şakşuka. A menudo estas verduras se rehogan en abundante aceite de oliva o bien se asan al rescoldo de las brasas, aportando un sabor ahumado, lo que en catalán se conoce como escalivar. Además, si en el hogar se puede disponer de huevos, es habitual agregar uno o dos estrellados sobre las verduras.

### Aperitivos y comidas mediterráneas
Las prácticas alimentarias son una forma de unir familias y comunidades, y el acto de comer es marcadamente social y cultural en el área mediterránea. Según la UNESCO, la alimentación mediterránea se entiende más como un «estilo de vida» y no tanto como ingredientes, recetas o platos concretos y comunes, pues, de hecho, apenas existen preparaciones culinarias compartidas por todos los mediterráneos. De hecho, esta es la razón por la que la denominación «dieta mediterránea» fue elegida para la candidatura en favor de «cocina mediterránea». «Dieta» proviene del griego antiguo δίαιτα díaita, que significa ‘estilo de vida’, más general que la alimentación propiamente dicha.
Expresó Cicerón que «el placer de los banquetes debe medirse no por la abundancia de los manjares, sino por la reunión de los amigos y por su conversación» (De Senectute), y posteriormente Plutarco también escribió «no nos sentamos en la mesa a comer, sino a comer juntos». Este pensamiento grecorromano encapsula cierta noción que se tiene en la cultura mediterránea respecto al acto de comer, fundamental para fortalecer las relaciones sociales. Ejemplo de ello son las romerías de España, las sagras de Italia, los músems del Magreb o los paniguiris de Grecia. También en los hogares mediterráneos, ofrecer bebida y comida a los invitados es una norma social. Desde los grandes banquetes que menciona Cicerón, hasta una «sobremesa» mientras se hace la digestión, o simplemente unas aceitunas para acompañar la bebida, la comida es disfrutada de mil maneras en el Mediterráneo. Además de las comidas diarias, desayuno, almuerzo, merienda y cena, son notables los aperitivos, que adoptan diferentes formas según la zona del Mediterráneo. Destacan las tapas de España, los antipasti de Italia o los mezes que se consumen en Turquía y todo el Mediterráneo oriental: los μεζές mezés de Grecia, мѐзе mèze en los Balcanes, así como entre los árabes del Levante, donde es conocido como مزة mezze o مقبلات muqabbilat. Algunos de estos mezzes se han vuelto famosísimos, como el hummus, el falafel o el ezme. Los mezzes se acompañan de araq o rakı si la familia no es musulmana estricta. También existen multitud de primeros y segundos platos, así como postres.

## Variantes regionales
Por ser mar fronterizo, en el Mediterráneo se da la constante dicotomía entre la orilla cristiana y la orilla musulmana, aunque desde una perspectiva alimentaria se han identificado tradicionalmente tres áreas: la occidental norte, con Portugal, España, Francia, Italia y Malta, la occidental sur, con Marruecos, Argelia, Túnez y Libia, y la oriental, que agrupa a los Balcanes, Grecia, Turquía, Siria, el Líbano, Israel, Palestina, Jordania y Egipto.  Esta última categoría engloba a los países que estuvieron bajo el imperio otomano alrededor de cuatro siglos, por lo que todos reciben grandes influencias de la cocina otomana. En cambio, para Paul Balta, existen en realidad «seis orillas»: la orilla noroeste (el «Arco Latino»), la noreste (los Balcanes y Grecia), la oriental o Levante, la suroeste o Magreb y la egipcia.

### El Magreb
- Gastronomía de Argelia
- Gastronomía de Marruecos
- Gastronomía de Túnez
- Gastronomía de Libia

Protegida del desierto del Sáhara por la gran cordillera del Atlas, esta región afromediterránea recibe influencias de los países árabes, de África y en especial del sur de Europa. Todas ellas enriquecen la base de la cocina magrebí, que sin duda es la cocina amazig. El cuscús es el alimento básico y cotidiano que une a todos los magrebíes desde Trípoli hasta Marrakesh, aunque ciertamente se prepara de mil maneras distintas.  También son típicos los tayines, estofados que toman su nombre del recipiente cónico de barro donde se guisan. La cocina magrebí es muy aromática y es común perfumarla con canela, azafrán, jengibre, menta, cilantro, cítricos y aguas de flores, sobre todo de rosas, de azahar y de jazmín. La variante regional más especiada es quizá la marroquí, destacando una mezcla de más de veinte especias llamada ras el hanut, traducible como ‘lo mejor de la tienda’. La marroquí es además la cocina más refinada, en comparación con las cocinas argelina y tunecina, consideradas más rústicas. Argelia fue influenciado por los colonos franceses, españoles e italianos (los pied-noirs), y por eso son comunes baguettes, cocas, pizza carrée, longanizas y hasta gazpacho oranés, directamente derivado del gazpacho manchego. En Marruecos no es raro encontrar carnes y pescados combinados con frutas pasas como dátiles, ciruelas, albaricoque o membrillo.

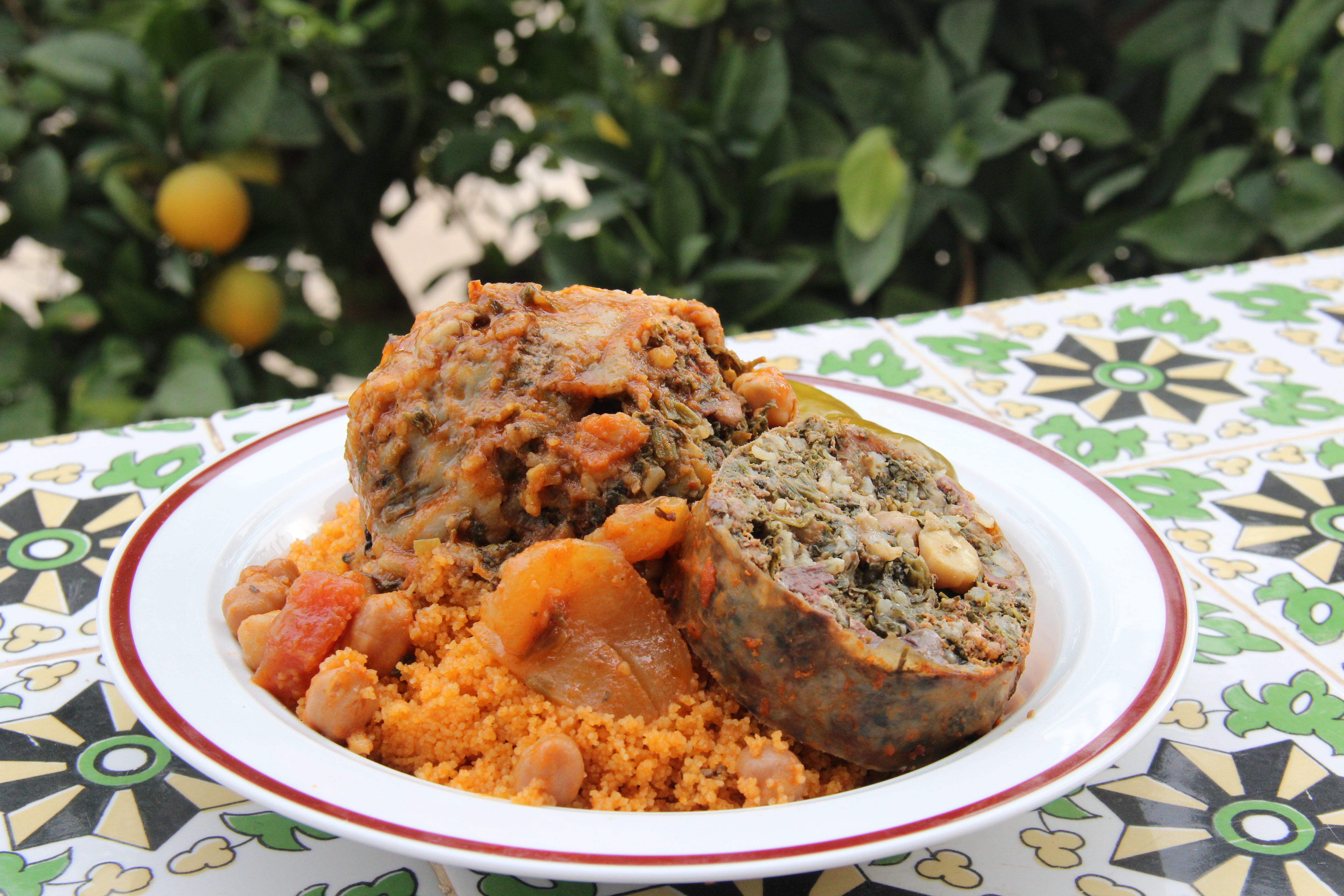
Cuscús con usbán al estilo tunecino.

En el área afromediterránea el calor es excesivo por lo que sus sociedades han desarrollado varias formas únicas de conservar alimentos. La carne de carnero se seca al sol para convertirse en qaddīd, o se conserva en jlīʿ. La mantequilla se clarifica para hacer smen. Los limones encurtidos en sal se usan como condimento habitual. También son tradicionales el secado de higos, dátiles y otras frutas. Es una región donde la dulcería cobra especial relevancia, y la repostería magrebí tiene renombre internacional: kab el-gazal, halva, kaʿak, shebaquía, baklava o maqrud, son solo algunos pastelitos conocidos. Las mujeres suelen preparar los dulces para el Ramadán u otros momentos significativos, y se comparten con familiares e invitados. Muchos de estos dulces son de influencia otomana o hispanomusulmana. Los postres cotidianos pueden consistir simplemente en fruta fresca o seca, como dátilos, higos o albaricoques.
El nomadismo en el Magreb se presenta en la periferia de las áreas agrícolas, cuando el clima mediterráneo va dando paso hacia la aridez del desierto saharaui. Entre los pueblos nómadas sigue vigente la práctica de la recolección, sobre todo en primavera, de cardos, ajoporro silvestre, puntas de espárrago, frutos de malva o capullos de amapola. En las poblaciones bereberes del Sáhara interior es todavía común el consumo de gramíneas silvestres como el drinn o la merkba, que proveen granos mucho más pequeños que los cereales domesticados. 

### Orilla desértica (Egipto)
- Gastronomía de Egipto

En el norte de África, el cuscús prevalece en el Magreb, mientras que el arroz lo es en Egipto.

En el sureste del Mediterráneo, la aridez generalizada ha condicionado desde siempre a su población, muy dispersa y mucha todavía nomádica, con la notable excepción del valle del Nilo. Egipto es un caso ciertamente paradigmático en el Mediterráneo, pues si en la cuenca mediterránea viven alrededor de 600 millones de personas, solo Egipto supone cien millones, siendo el país mediterráneo más poblado. Sin embargo, el clima egipcio no es propiamente mediterráneo. Tampoco lo es su agricultura, que es ante todo de regadío y no de secano, ya que los cultivos —y la vida en general— dependen exclusivamente de un único río, el Nilo. En Egipto el uso del aceite de oliva es mínimo, ya que el desierto limita mucho la oleicultura, aunque sí comparte otros elementos comúnmente mediterráneos como el pan o la abundancia de frutas y verduras. La cocina egipcia comparte similitudes con los países norteafricanos, pero en ciertos aspectos es más parecida a la del Mediterráneo Oriental. En el caso de Libia, el único país del mundo sin ríos, las únicas localidades están en la costa. Su escasa población la convierte en la frontera natural entre las culturas magrebí y egipcia. Por ejemplo, mientras que en Trípoli (Libia occidental) las comidas se acompañan de cuscús, en Bengasi (Libia oriental) se acompañan más comúnmente con arroz. Sin embargo hay un acompañamiento que supera en popularidad a ambos, la mbakbaka, la pasta insignia de Libia. En cuanto a Egipto, los platos considerados nacionales son el ful mudammas, la sopa de lentejas y la sopa llamada molojía, evidenciando el protagonismo que tienen las verduras y las legumbres.

### El Levante
- Gastronomía de Israel
- Gastronomía del Líbano
- Gastronomía de Siria
- Gastronomía de Palestina
- Gastronomía de Chipre

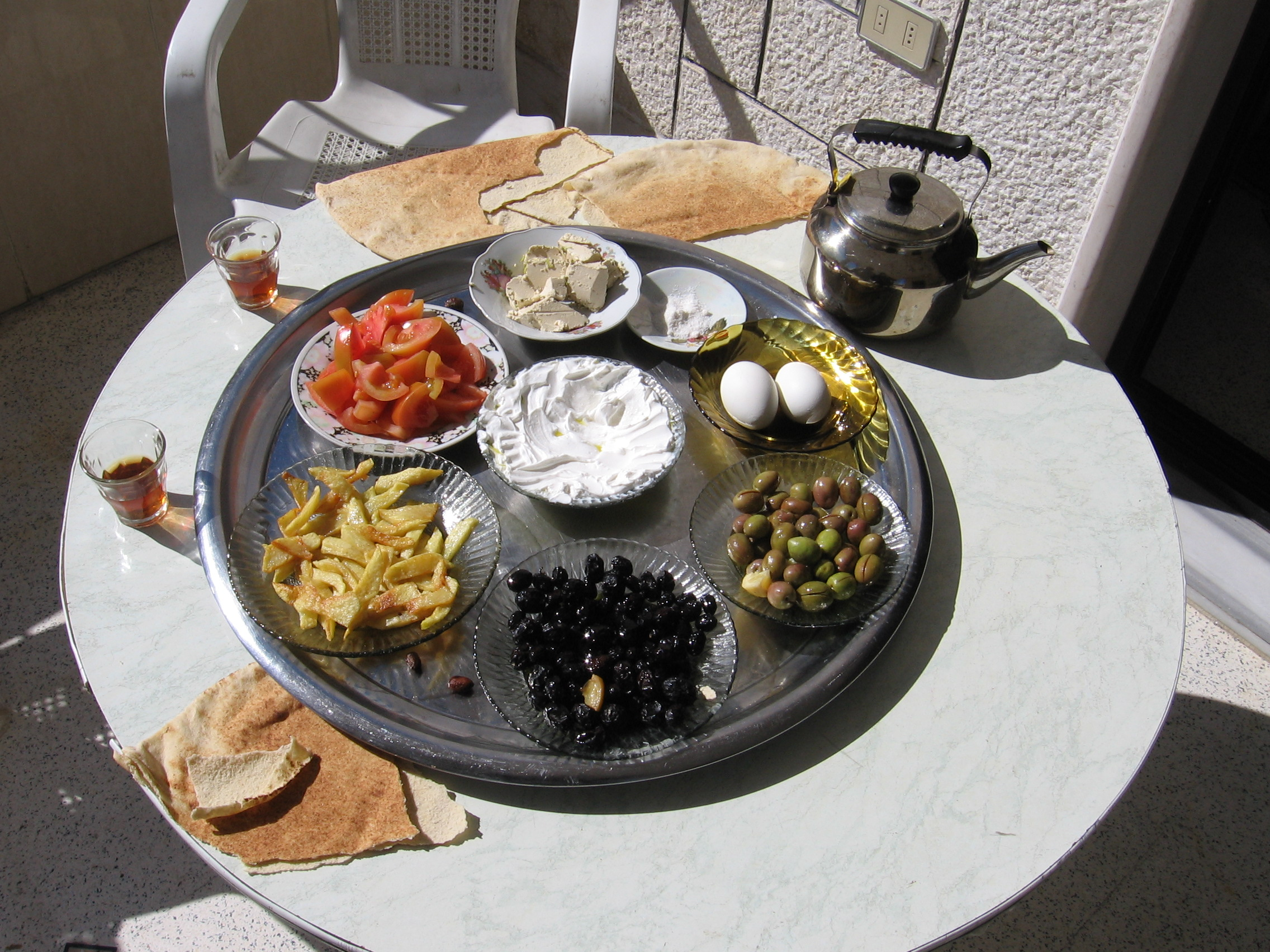
Desayuno tradicional sirio, diferentes platillos acompañados de pan pita y té.

El Levante mediterráneo está bañado por las aguas más orientales de este mar. Cuna de la civilización, el área levantina es la encrucijada de tres continentes, tres religiones y muchos idiomas, lo que la obliga a padecer una gran cantidad de conflictos. Históricamente ha sido la puerta de entrada de la mayoría de cultivos.  Los productos más importantes de la región son el trigo, el arroz, el cordero, el pollo, hortalizas como las berenjenas, pimientos y tomates, frutas, las aceitunas y los frutos secos. Los platos levantinos frecuentemente se aderezan con melaza de granada, yogur colado, limón o azumaque, una baya roja de sabor cítrico. Se hacen salsas y platos de verduras con el tahine, una pasta de ajonjolí molido.
Las cocinas de la costa, como la cocina libanesa, son más ligeras, porque en ellas abundan los platos vegetarianos, que son más aromáticos, y se hace menor uso de la grasa animal. Además los costeños suelen incluir pescado en su dieta. A medida que se avanza hacia el este, el paisaje típicamente mediterráneo va dando paso a la aridez, que obliga a las poblaciones al nomadismo y pastoreo. El calor en esta región del Mediterráneo favorece una rápida fermentación de la leche, por lo que ésta fue muy poco común hasta la llegada de los refrigeradores, y todavía hoy son más comunes los quesos y yogures que la propia leche fresca. La dieta de los beduinos del desierto sirio, basada en la carne de cordero y el yogur, no es propiamente mediterránea, pero es una influencia básica de la cocina levantina. Los ingredientes de origen americano se introdujeron en el Levante gracias a los sefardíes y marranos que en el siglo XVI llegaron desde España hasta los dominios otomanos. La influencia turca otomana se vuelve evidente en las hortalizas rellenas (dolma en turco, mahshi en árabe), el kebab (llamado shawarma en árabe), las albóndigas asadas y el abundante uso del yogur (labne en árabe) y otras muchísimas costumbres culinarias. Los alimentos se suelen servir en forma de tapas o aperitivos llamados مزة mezze o مقبلات muqabbilat, práctica que también se encuentra en Turquía y Grecia. Todos estos países comparten una bebida deliciosa de yogur mezclado a partes iguales con agua, el ayran (turco), عيران (árabe) o αριάνι (griego), que se sirve muy frío, espumado y con un toque de menta, y es la bebida más refrescante y deliciosa para pasar el árido verano. En definitiva, los lácteos cobran una gran importancia en este área, sobre todo de cordero y oveja. Es difícil mantener ganado mayor en estas tierras secas, por lo que los lácteos asumen el papel de principal fuente de proteínas de la dieta levantina. La cocina de aprovechamiento se pone de manifiesto con la familia de platos fatta o fatte, nombre que en lengua árabe se refiere al acto de desmenuzar el pan viejo con las manos. El pan desmenuzado se remoja en caldo o se cuece con pollo y verduras, o se mezcla con yogur y garbanzos para hacer fattet hummus, o bien se fríe y se combina con especias y hortalizas para hacer la ensalada fattush. El helado tradicional se mezcla con almáciga porque ralentiza el proceso de fusión del producto congelado (buẓa).

### Península anatólica (Turquía)
- Gastronomía de Turquía

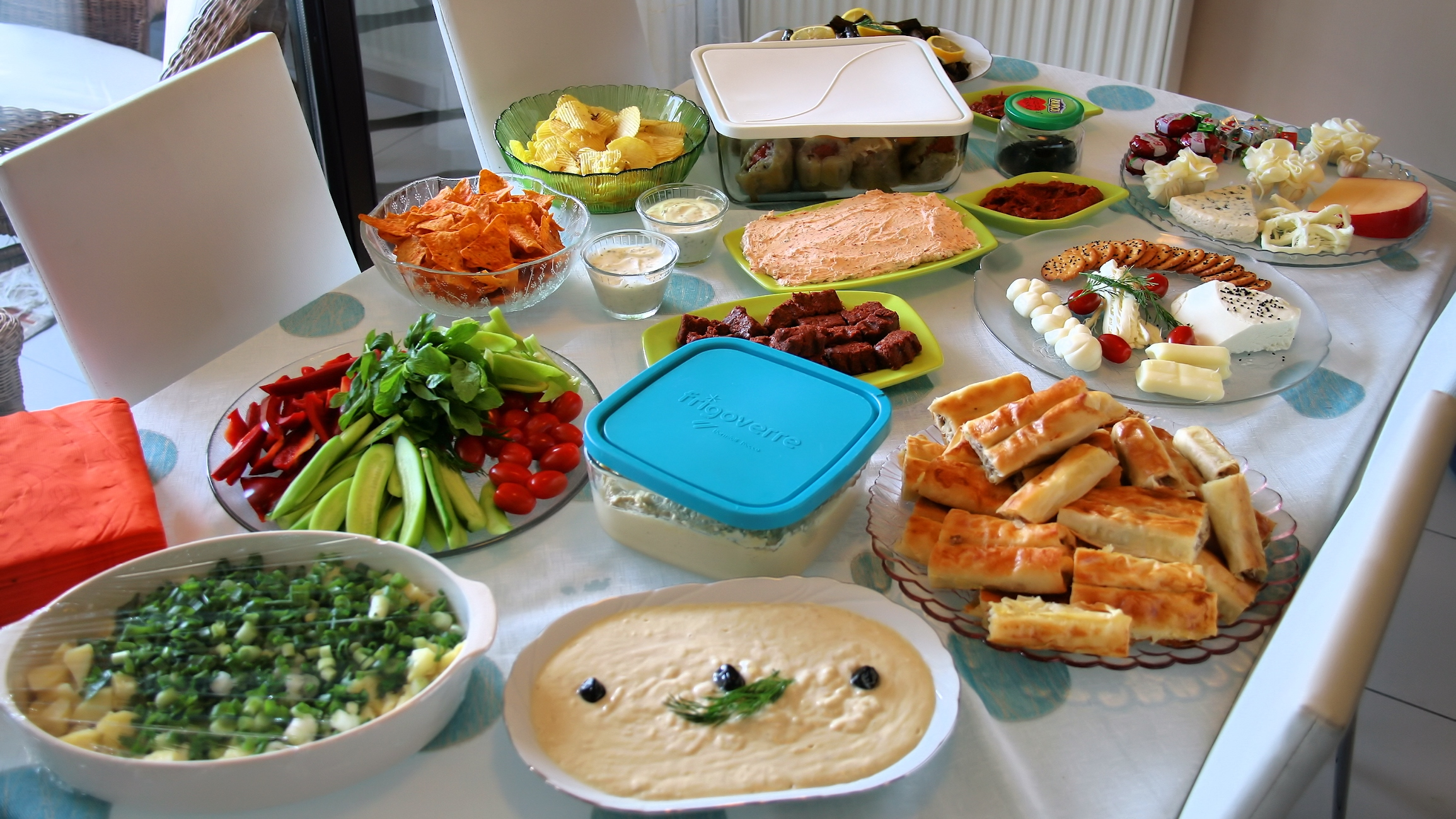
Mesa con comidas turcas.

La cocina turca es heredera de la cocina otomana, la cual, sin embargo, no puede definirse como exclusivamente turca, ya que en ella se incluían griegos, árabes, armenios, kurdos y pueblos eslavos, entre otros. Se dio en el imperio otomano (1453-1923) un mestizaje culinario similar al que tuvo Roma, en el que los alimentos y recetas viajaban en dos direcciones: una centrífuga desde la periferia hasta Estambul, y una centrípeta a la inversa. De esta manera, son muchos los platos que se pueden encontrar en la actual Turquía con equivalencias casi idénticas en todos los países de su alrededor. El pan, el arroz, la carne de cordero y el yogur son los alimentos más representativos de la cocina turca, y la berenjena es la hortaliza más empleada. En las cocinas de Anatolia es común servir guisos y especiados de carne y verduras cocidas hasta prácticamente hacerse puré, y contrastar estos guisos calientes con unas cucharadas generosas de yogur bien frío y espeso. El yogur es el gran aporte culinario de Turquía, que surgió muy probablemente por accidente. Las antiguas tribus nómadas túrquicas transportaban la leche recién ordeñada de sus cabras y ovejas en recipientes hechos de piel que, expuestos al calor y a los microorganismos presentes en la propia piel, propiciaron la fermentación láctica, obteniendo una sustancia más espesa y ácida. También son de origen turco las verduras rellenas (dolma), los hojaldres (börek) o el kebab. El pan y la carne de cordero son alimentos representativos de la cocina turca, mientras que la berenjena se prepara de mil maneras distintas y goza de gran popularidad. Entre las especias, se consumen las habituales del Mediterráneo, pero las favoritas de las amas de casa turcas parecen ser el perejil, el eneldo y la menta, que a trío o por separado se agregan a muchas sopas y estofados.  También son condimentos populares el kirmizi biber y el zumaque, y la hoja de la parra es un ingrediente común. El aceite de oliva se usa de manera tradicional y habitual en el área occidental y en el sur. En el norte y oriente no se produce, y aunque se puede encontrar fácilmente a la venta, no es tan común. Tomates, pimientos y otros alimentos del Nuevo Mundo fueron adoptados rápidamente por los turcos gracias a intercambios comerciales con el Imperio Español, y en particular por la expulsión de los sefardíes, quienes se reubicaron en tierras otomanas.
En Turquía existe una gran tradición de comida callejera. Es destacable el desayuno turco, que consta de quesos, huevos, aceitunas, pepinos, tomates, muhammara (pasta de nueces y pimientos), kuymak (una polenta de maíz y queso), empanadas börek y embutidos como el sucuk o la pastırma. Todo ello se acompaña con el pan local de cada ciudad, pero uno muy común es el simit, un pan en forma de rosca decorado con ajonjolí por encima que se unta con mantequilla, mermelada, miel o kaymak (nata espesa salada). En la dieta turca, las sopas son una parte importante y se sirven en el desayuno, almuerzo o cena. Entre los postres, cabe destacar la baklava y la helva. La gastronomía de los kurdos es el límite oriental del área culinaria mediterránea.

### Grecia y los Balcanes costeros
- Gastronomía de Albania
- Gastronomía de Croacia
- Gastronomía de Grecia
- Gastronomía de Montenegro

A excepción de Grecia y la costa adriática de Albania, Montenegro, Bosnia, Croacia y Eslovenia, el resto de la península balcánica no pertenece al rango climático mediterráneo, ni tampoco su dieta es propiamente mediterránea, a pesar de interinfluirse. Por ello, se practican en la cocina balcánica dos estilos de cocina diferenciados, el continental y el mediterráneo.

Los alimentos clave en los Balcanes son las patatas, coles, ajo, cebolla, legumbres, los lácteos paprika y chucrut. Sin embargo, la verdura más consumida de la costa adriática es la acelga, que se consume simplemente pochada con aceite de oliva, ajos y cebollas. Todos los pueblos balcánicos, a pesar de sus notables diferencias culturales, están unidos bajo el amor por la paprika, especia que han vuelto internacionalmente famosa, y que equivale a lo que en España se conoce como «pimentón dulce». Una discrepancia de los Balcanes respecto a la dieta mediterránea es el alto consumo de patatas, que acompañan la mayoría de comidas diarias. Las carnes también tienen mayor peso en la dieta balcánica, especialmente durante el invierno, y la favorita es el carnero. Grecia entra en el saco balcánico por unidad peninsular, pero realmente su cocina es, pese a las influencias y similudes, notablemente distinta, más ligera, con uso profuso del aceite de oliva, los vegetales y el pescado. En las mesas griegas se sirven aceitunas y queso feta como acompañamiento habitual, y los platos se condimentan con perejil, orégano, eneldo y yerbabuena, entre otros.

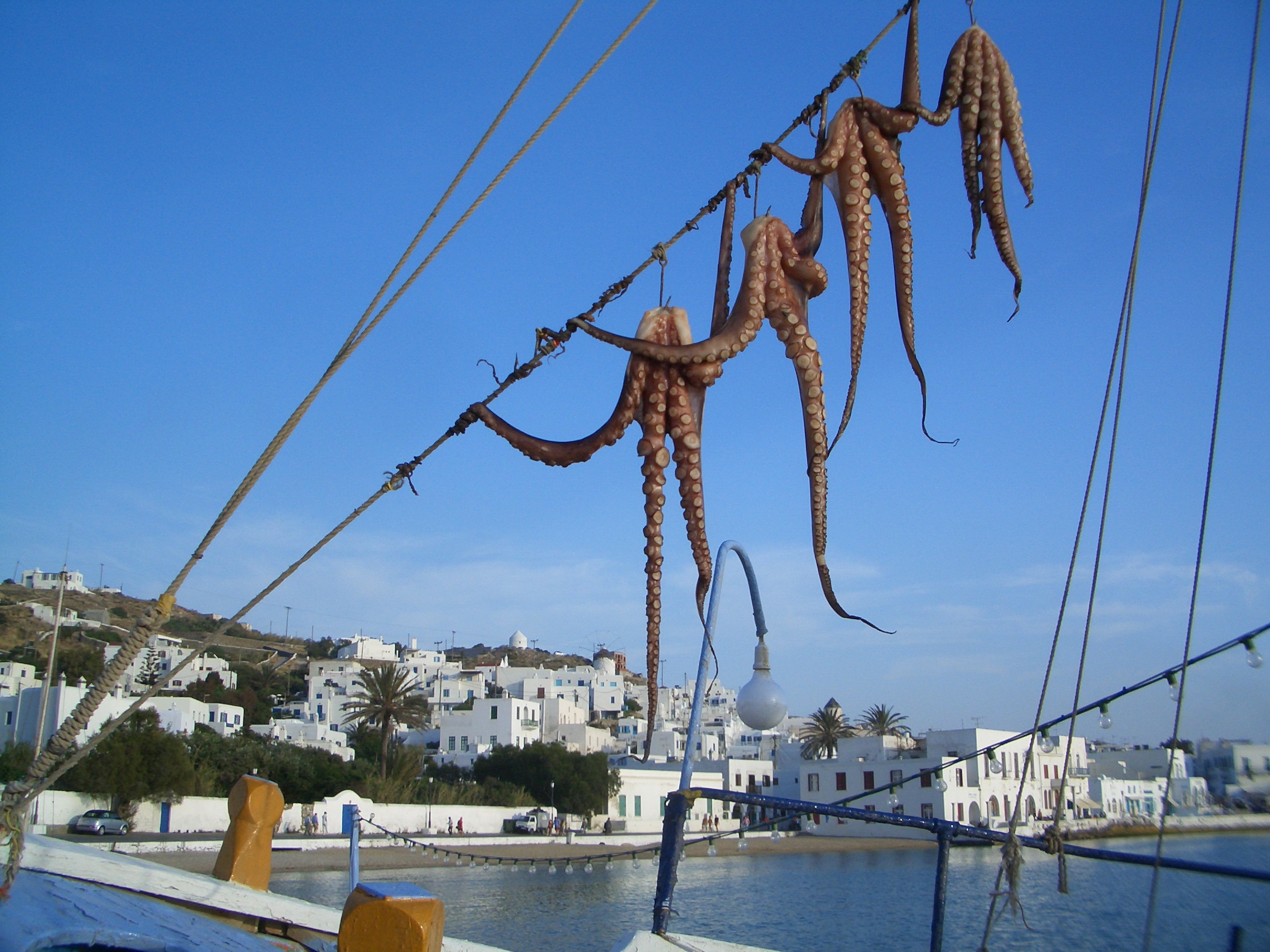
Pulpos puestos a secar en Mykonos.

En la cocina griega, pescados y mariscos se consumen en las comidas diarias. Los más remarcables son el bacalao fresco y seco, las gambas, calamares, mejillones, anchoas y sardinas. También los lácteos y las leguminosas.

### El Arco Latino
- Gastronomía de Italia (Anexo:Gastronomías regionales de Italia)
- Gastronomía de Portugal
- Gastronomía de Francia
- Gastronomía de España (Anexo:Gastronomías regionales de España)
- Gastronomía de Malta

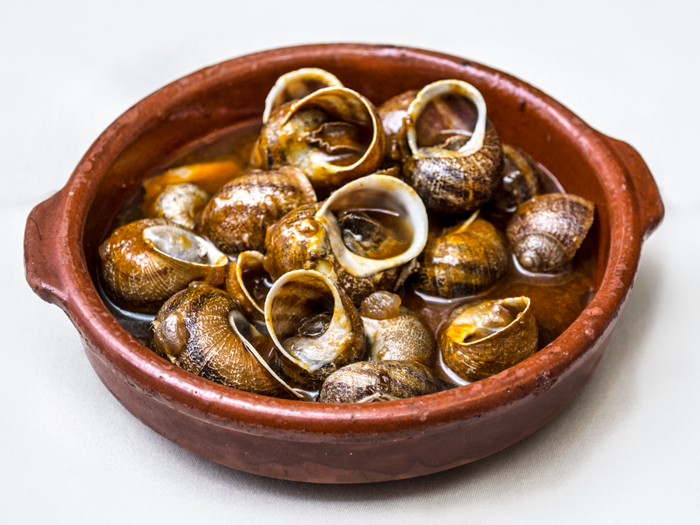
Una ración de caracoles. Este molusco es un alimento tradicional en Italia, España y Francia.

Para Gayler y Munns (2014), estos territorios comparten una herencia culinaria común. La cocina de estos países incluye sopas y guisos de pescado, salsas a base de ajo y hierbas, carne asada, panes levados, el uso del aceite y sus derivados, que se mezclan con vinagres de uva para hacer aliños. Es también la región que más vino produce y consume del mundo. Solamente los mencionados países suponen un 56% de la producción mundial en 2024. Antiguamente, el vino se solía macerar con especias y endulzar con miel para mejorar su sabor, pero con las innovaciones del último siglo, la calidad de las uvas ha mejorado notablemente y especiar los vinos se ha vuelto algo raro. Aún se pueden encontrar derivados, como el vin brulé italiano, que se toma en los meses invernales pues no es más que vino calentado y condimentado con canela, anís y piel de limón. También hay bebidas de vino para soportar el calor del verano; se ha popularizado internacionalmente la sangría, que es vino con hielos, gaseosa, licor, azúcar y trozos de fruta, pero en España y Portugal, sus países de origen, lo que más se consume localmente es el tinto de verano, una receta más sencilla solo con limón y gaseosa. También se cocina con el vino, algo poco común en otros lares del Mediterráneo. En Malta, que culturalmente pertenece a esta parte del Mediterráneo, el plato nacional es el conejo estofado al vino (stuffat tal-fenek). La carne de caza también es algo distintivo del Mediterráneo latino, sobre todo en las áreas rurales, hay gran tradición de platos de jabalí, venado, etcétera. En cambio, la comida callejera no tiene tanta importancia como en el resto de regiones. Para Anissa Helou, esto puede deberse a que no existe una tradición nomádica como sí se da todavía en el Mediterráneo oriental y sur. Se denomina Arco Latino al área que grosso modo recorre la costa mediterránea desde el estrecho de Gibraltar hasta el tacón de la bota italiana, y que se puede definir como «zona nuclear», mientras que el interior de España y otras regiones continentales se definen como «periferia mediterránea», fuertemente influidas pero con un carácter propio, más sobrio. Al ser la región más húmeda del Mediterráneo, es donde mejor se ha establecido una cultura micófila, especialmente en las montañas. Por ejemplo, en Cataluña las setas son muy apreciadas, contando con alrededor de cien especies comestibles y más de tres cientos mil boletaires, es decir, recolectores de setas. En Francia, el área mediterránea apenas ocupa una pequeña franja en torno al golfo de León. Por encima de Montelimar, apodada «Puerta de la Provenza», se encuentra el límite norte del olivo en Francia, y por lo tanto donde reaparece la mantequilla. En la Provenza se cultiva extensamente la escaña, mientras que en Córcega, el alimento base es la castaña. Esto es debido a que es una isla con un relieve muy escarpado, lo que imposibilita el cultivo de trigo y otros cereales. La alternativa, que es la harina de castaña, produce extraños panes densos, que se pueden encontrar de igual forma en las montañas del sur de Europa.

## Abandono de la dieta tradicional
Los estudios de Ancel Keys se extienden por 30 años, en los cuales se observa una notable pérdida de la cocina tradicional en España, Italia y los demás países mediterráneos: ha disminuido el consumo de pan y cereales, se usa más mantequilla y menos aceite de oliva, se consume una cantidad muy superior de productos cárnicos y menor cantidad de vegetales. Los estudios actuales de Creta señalan cómo los cretenses están alcanzando cuotas similares a los estadounidenses respecto a colesterol, hipertensión, diabetes y sobrepeso.
En los países mediterráneos se está observando un paulatino abandono de la alimentación tradicional. Esto es debido a una difusión generalizada de la occidentalización y a la globalización de la producción, que ha provocado en los países mediterráneos (y en todos, en general) una homogeneización del comportamiento alimentario.
Riesgo de desaparición cultural[cita requerida]
1. Crecimiento urbano y abandono del campo
2. Introducción de especies invasoras
3. Introducción de nuevas herramientas y menajes
4. Aumento del turismo y consecuente reinvención de la comida
5. Abandono del mercado tradicional, en favor de las grandes superficies
6. Reducción del pequeño productor
7. Nueva agricultura industrial intensiva
8. Desarraigo de sus habitantes
9. Sobreabundancia alimentaria

### Caso de estudio: España

Dieta de los españoles a finales de los 90s vs. patrón alimentario mediterráneo.

En los años sesenta, la dieta de los españoles se ajustaba muy bien al patrón alimentario mediterráneo, sin embargo desde entonces se ha ido abandonando en favor del modelo occidental de consumo.  Los cambios nutricionales se pueden resumir en: una notable disminución de cereales, verduras, frutas y legumbres, un incremento de los lácteos, carnes y dulces, una sustitución de la comida integral por la comida procesada, y un aporte excesivo de proteínas y grasas de origen animal. Este último aspecto es el que más desequilibra la dieta de los españoles, pues el consumo per cápita de carnes duplica al de pescado (que deberían encontrarse en iguales proporciones) y es trece veces mayor que el de proteínas vegetales (legumbres, principalmente). La mayor discrepancia entre ambas dietas es el consumo de grasas y azúcares, que se sitúan en un 63% y un 153% por encima de los valores recomendados (véase el gráfico derecha).
La tendencia de abandono de la dieta mediterránea ya fue advertida por el propio Gobierno de España en un informe presentado en la Conferencia Internacional de Nutrición de Roma 1992. La mortalidad cardíaca en el reino ha aumentado durante las décadas de 1970 y 80. Paradójicamente, para muchas personas en España, la dieta que consumen habitualmente es considerada como «mediterránea», ya que identifican la situación geográfica mediterránea del país con la dieta. Semánticamente es cierto, pero no tiene relación con lo que significa el término moderno de «dieta mediterránea». 

## Alta cocina mediterránea
La alta cocina mediterránea es una cocina de restauración de alta cocina que se basa en los ingredientes y técnicas propios del Mediterráneo. Nace de la mano de chefs franceses de origen provenzal, primero con Auguste Escoffier, y más tarde en los años 1980 con Alain Ducasse o Guy Gedda, quienes elevan las virtudes de esta gastronomía regional. Escoffier es considerado el gran reformador de la cocina francesa, incluyendo en sus platos el daube a la provenzal, los espárragos de Lauris o pescados mediterráneos como el boquerón.
En mayo de 1987, Alain Ducasse se consagró al convertirse en el jefe de cocina del restaurante Le Louis xv, situado en el Hôtel de Paris de Montecarlo, Mónaco. Allí, Ducasse impuso un menú basado en las verduras, novedoso para su época. Cada vez más chefs franceses apostaban por incluir alimentos y preparaciones populares del Mediterráneo francés, como las setas, los caracoles, el pescado fresco, el aceite de oliva o las aceitunas como aperitivo. Para mediados de los años 1990, la alta cocina basada en vegetales mediterráneos ya era la norma en Mónaco, mientras que en París todavía se ignoraba la verdura.